# Temuco

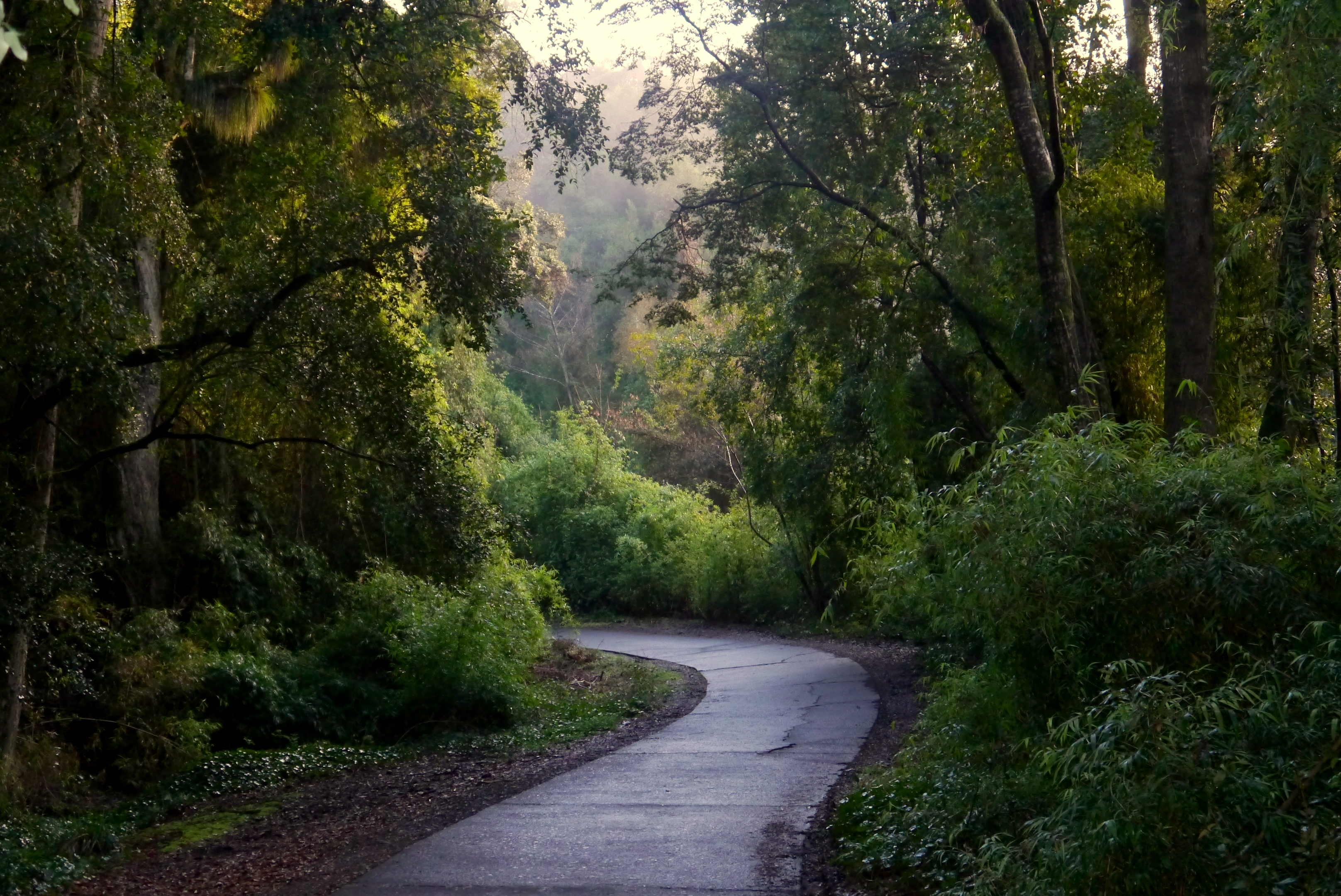
El cerro Ñielol es uno de los iconos de la ciudad, debido a su exuberante diversidad provocada por el bosque valdiviano, y por servir de inspiración para poemas de Pablo Neruda.

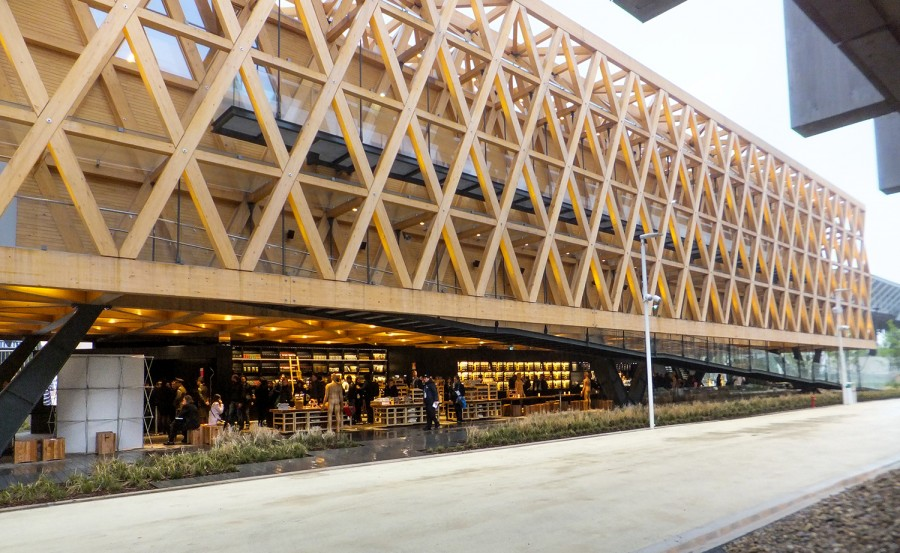
El pabellón El Amor de Chile es un museo y galería comercial ubicado a los pies del cerro Ñielol. Fue presentado en la Expo 2015 desarrollada en Milán, Italia como el pabellón que representaba a Chile en dicha exposición. Hoy se encuentra instalado de forma permanente en Temuco y está abierto al público.

Temuco es una ciudad de la zona sur de Chile, capital de la provincia de Cautín y de la Región de La Araucanía. Fue fundada como fuerte en 1881 por Manuel Recabarren Rencoret debido principalmente a su ubicación estratégica en el valle central de la región. La ciudad se encuentra ubicada entre 619 y 675 kilómetros en línea recta y en ruta respectivamente al sur de Santiago de Chile, La comuna de Temuco cuenta, según el censo de 2017, con una población de 282.415 habitantes, la cual forma junto a Padre Las Casas la conurbación llamada Gran Temuco, conformada en total por 358.541 habitantes aproximadamente, siendo el área metropolitana más poblada del sur del país. Sin embargo, la proyección para 2024 es de 309.696 habitantes. Además, el área metropolitana de Temuco, que incluye a Padre Las Casas, alcanza los 410.599 habitantes. 
En su radio urbano, cuenta con uno de los espacios naturales protegidos más emblemáticos de la región, el Monumento Natural Cerro Ñielol, ubicado a diez cuadras de la Plaza de Armas, donde se pueden apreciar vestigios de los bosques originales del valle central de La Araucanía chilena.

## Toponimia

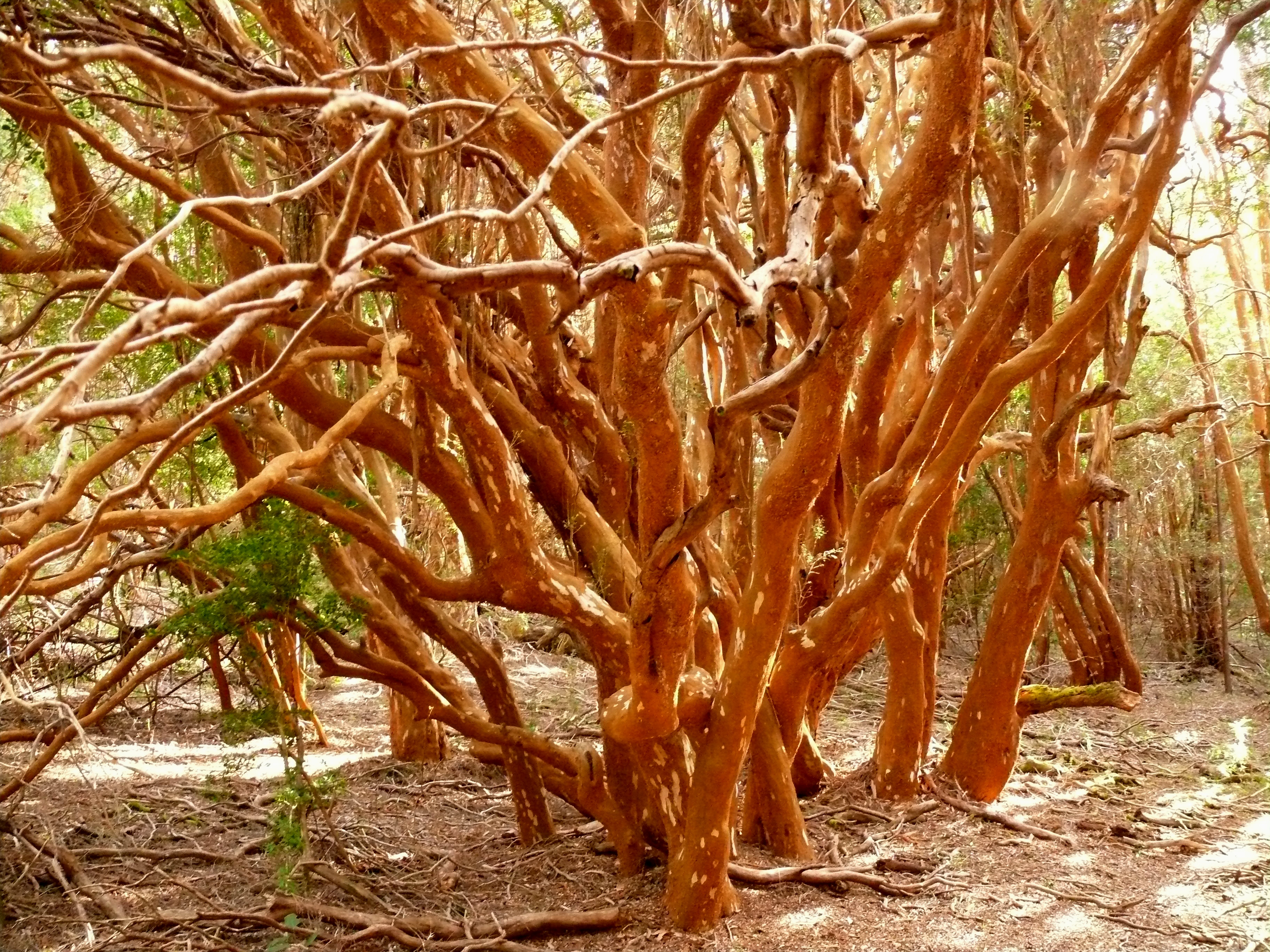
Luma apiculata.

El nombre de la ciudad procede de Temuko, que es un término en mapudungun que significa "agua de Temu". "Temu", es el nombre común mapuche de dos especies arbóreas de la familia de las mirtáceas, nativos de Chile, Luma apiculata (Arrayán) y Blepharocalyx cruckshanksii. Ambas especies se caracterizan por su corteza rojiza anaranjada en su estado adulto y por presentar frutos y hojas aromáticas comúnmente utilizadas en la medicina tradicional mapuche. Mientras para Blepharocalyx cruckshanksii aún no se determina su estado de conservación, Luma apiculata es relativamente común y, en Temuco, se puede observar tanto en el Monumento Natural Cerro Ñielol en su estado natural así como también de forma ornamental en parques, jardines y veredas de la ciudad.

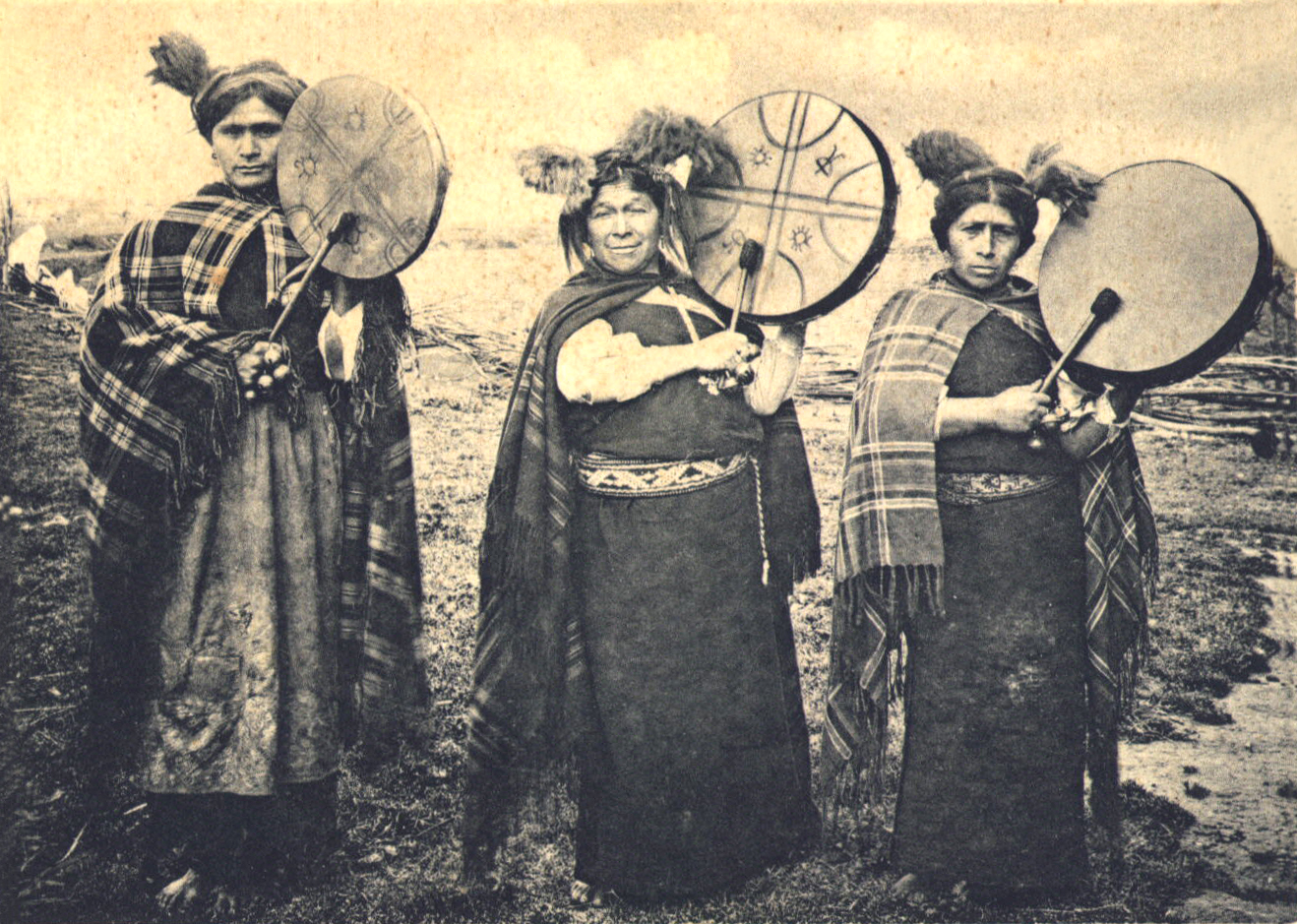
Mujeres machis.

## Historia
La división del Ejército Chileno a cargo del ministro Recabarren, había llegado al paso del Cautín al atardecer del 23 de febrero de 1881. Era una bonita y pintoresca situación, al frente de una extensa y exuberante montaña. Se presentaba al norte una hermosa y fértil llanura, donde remataba la cordillera de Ñielol y frente a los cerros sagrados del Conun-Huenu. Al este corría, majestuosamente, el río Cautín y al suroeste el estero Pichicautin. Era un bosque de robles seculares, y la vega del río estaba cubierta de la más hermosa selva virgen. La división acampó, pues, en este lugar, que los mapuches denominaban Temuco (Agua de Temo), que ocupa el sitio preciso en que ahora se encuentra el Museo Nacional Ferroviario.
Mientras el convoy preparaba el alojamiento, el ministro Manuel Recabarren, acompañado de algunos jefe y parte de la tropa, avanzó hasta el estero Temuco, en donde lo esperaba el cacique general, el lonko Venancio Coñuepan, con los lonko de su witralmapu y los conas que obedecían a aquellos jefes mapuche. Recabarren había anunciado su visita a aquellos lonko amigos e iba hacia ellos a saludarlos. Montado en un brioso caballo castaño de sobrepaso, el ministro preguntó en voz alta por el cacique general. Avanzó Venancio Coñuepan y el jefe expedicionario y el lonko mapuche se estrecharon las manos. Recabarren expresó a Coñuepan que tenía el propósito de fundar un fuerte en la unión del río Cautín con el estero Temuco, pero fue informado de que el río y el estero no se juntaban. En la entrevista, quedó acordada para el día siguiente la celebración de un amplio parlamento, durante el cual los mapuches deseaban hacer sus observaciones por el avance de las fronteras.
A la mañana siguiente, entre espesa neblina, se procedió a reconocer los sitios vecinos y a elegir el punto más adecuado para la fundación del fuerte que sería el término de la campaña. El ingeniero Teodoro Schmidt con un piquete de 20 soldados avanzó hasta encontrar una roblería rala, que fue considerada como el punto más conveniente para la fortificación. A ese claro de bosque los mapuches denominaban "Huapi", es decir, la isla. En la tarde de ese día se procedió a delinear el terreno.
Mientras tanto, al campamento se presentaban los lonko de los mapuches de esa región, considerados pacíficos y amigos del Gobierno, a conferenciar con el ministro Recabarren. Entre ellos se encontraba Venancio Coñuepan, cacique general; Francisco Paillal, que era su teniente; el lonko Painevilo y otros. Lo acompañaban 1000 mocetones a caballo.
La tropa expedicionaria, mientras duró la conferencia, quedó sobre las armas y haciendo ejercicios. El parlamento duró más de tres horas. Durante ella los mapuches pidieron a Recabarren, que no fundase pueblo y no pasase más adelante. Hicieron presente el recelo que les infundiría el establecimiento del fuerte, que para ellos significaba la pérdida de sus terrenos y la sumisión a las leyes, cuyo significado ignoraban. Los mapuches no pudieron conseguir su objeto, quedando, en consecuencia, pendiente el desacuerdo. El lonko Venancio Coñuepan había hecho presente al ministro Recabarren que todo su witralmapu estaba compuesto por mapuche de paz, que sus antepasados eran amigos del Gobierno desde los tiempos de la Independencia y que en todos los parlamentos Cornelio Saavedra les había prometido no fundar pueblos en sus dominios.
El ministro Recabarren le replicó que ese sería el último fuerte que se fundaría y que su establecimiento era conveniente para cortar el paso a las tribus arribanas, enemigas del Gobierno y de ellos mismos. El desacuerdo quedaba pendiente en virtud de la resistencia de algunos lonko, entre los cuales se encontraban Lienan y Huete Rucan, los dueños precisamente de los terrenos ocupados.
Al terminar el parlamento, las tropas hicieron una serie de evoluciones y ejercicios y se hizo funcionar las ametralladoras en dirección al cerro Ñielol. Los mapuches miraron estupefactos la demostración, mientras se les advertía, intencionalmente, que esas eran las armas que habían vencido al Perú.

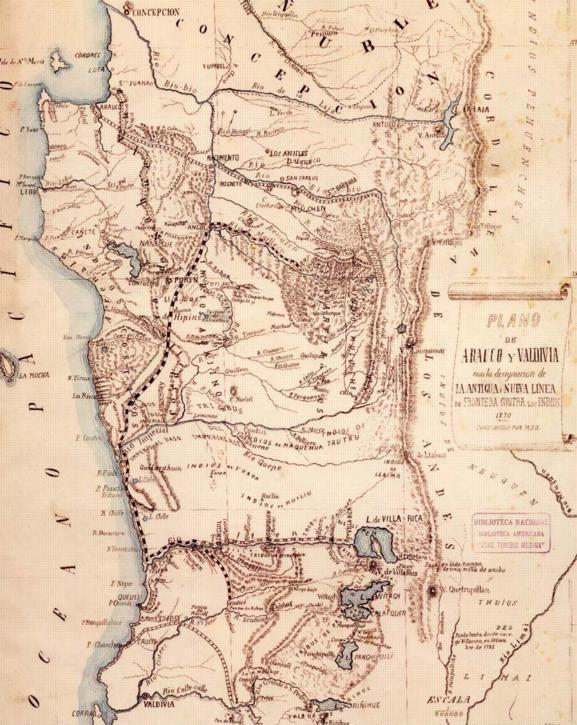
Mapa de la Ocupación de la Araucanía.

 El fuerte de Temuco fue fundado el 24 de febrero de 1881 y sus fundadores fueron Manuel Recabarren ministro del Interior, y aquella fuerza expedicionaria a sus órdenes. Junto a él estaban: el general Gregorio Urrutia, veterano soldado de la Araucanía y el mejor conocedor del lugar y junto a ellos el cirujano Pedro Barrios, primer médico de la ciudad el Ingeniero Teodoro Schmidt, junto a los soldados muchas leales mujeres que quisieron compartir junto a sus compañeros los azares de la jornada: eran las queridas cantineras o como les llamaban entonces “las camaradas”.
Asediados por los mapuches, quienes hostigaban a los ocupantes mediante malones, incursiones rápidas de ataque y saqueo, que incluían el rapto de mujeres y el robo de ganado.
En ese ambiente y después de un duro invierno de frío y lluvia, con cielos color gris, lejanía, miedo y resolución, los chilenos sabían que se preparaba el último desquite y al amanecer del 3 de noviembre llegaron las noticias de la gran última rebelión que recorría los campos rodeando los fuertes cercanos y el día 5 Temuco amaneció rodeado de 1800 lanzas amenazantes que al mando de Marinao estaban bloqueando el fuerte para impedir que se enviasen refuerzos a otros sitios.
Al fin llegaba el momento y decididos a todo, los chilenos salieron resueltos a romper el cerco, el día 10 un cuerpo armado al mando de José Manuel Garzo rompía el cerco en temible carga de caballería y salía hacia el norte.
En estas circunstancias, la guarnición recibió la ayuda de algunos indios amigos, Venancio Coñuepán y el cacique Antonio Painemal que se unieron a los sitiados y salieron en persecución de los rebeldes. Eran cien indígenas que junto a cien soldados del Bio Bio hicieron una campeada contra las reducciones de Cholchol, Ranquilco y Cudihue. En esta salida recuperaron 800 vacunos y otras tantas ovejas.

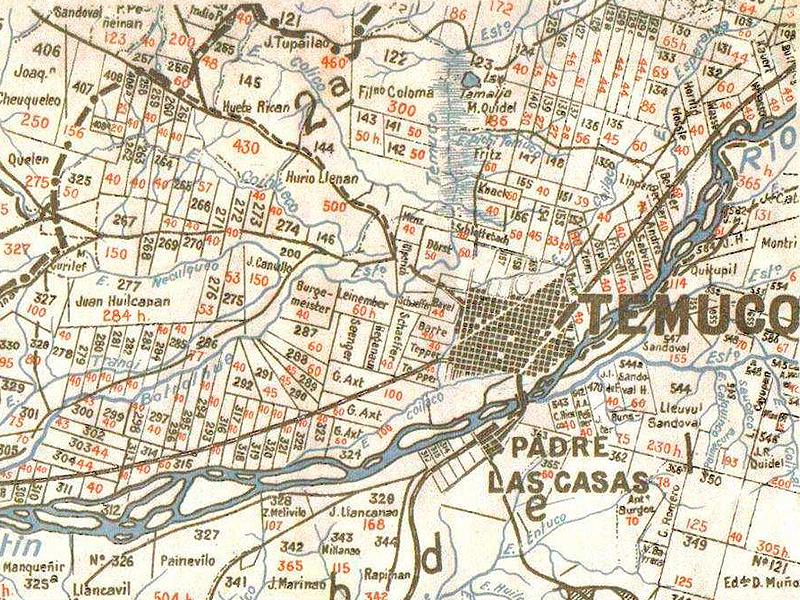
Plano general de la colonización de Cautín (1910).

En noviembre de 1883 tuvo lugar el último ataque mapuche al fuerte de Temuco, en el que los mapuches intentaron una emboscada y fueron derrotados. El fortalecimiento urbano significó la instalación definitiva en la zona y la conexión de la Zona Central tradicional con la población existente más al sur, particularmente Valdivia y Osorno.
Poco tiempo después, el 15 de abril de 1888, ya se elegía a las autoridades que conformaron la primera Municipalidad, donde figuraba como alcalde José del Rosario Muñoz. Y como secretario José Miguel Varela Valencia ( veterano de tres guerras) y a comienzos de 1891 fue elegido regidor. El rápido crecimiento poblacional de Temuco ya se apreciaba en los primeros años. En 1895, un censo establecía una población de 7708 personas y, al crearse la Provincia de Cautín, cuando Temuco se convirtió en capital, esta cifra aumentó hasta los 16.037 habitantes.
La ciudad de Temuco fue delineada por el ingeniero alemán Teodoro Schmidt Weichsel. Ya en 1893 Temuco tenía más de 10.000 habitantes y ferrocarril. En 1910 residían varios bancos, siete periódicos (uno en alemán), hoteles, fábrica de cerveza, casinos, etc.

Temuco.-—Ciudad capital del departamento de su nombre y de la provincia de Cautín. Contiene una población de 3,445 almas. Está situada en los 38° 46' Lat. y 72º 38' Lon. en la orilla norte ó derecha del río Cautín, entre la cual y la ciudad corre un brazo angosto de ese río que forma al lado sur de esta una pequeña isla prolongada de este á oeste. El pueblo se divide en manzanas de 100 metros por costado separadas por calles anchas de N. á S. y de E. á O., conteniendo dos plazas y un fuerte con cuarteles militares, una iglesia, liceo de segunda enseñanza y escuelas primarias gratuitas, oficinas de registro civil, correo y telégrafo, &c.; su caserío es medianamente compacto y de regular aspecto. En su contorno se extienden campos fértiles y bosques de buenas maderas, y no carece de vistas pintorescas; por el N. deja vecinos los cerros de Nielol y enfrente, á la margen sur del río, se levanta el notable Cononhuenu, &c. Este pueblo trae su origen de un puesto militar que se asentó en estos parajes desiertos en febrero de 1881. Reunió luego un pequeño centro de población desde que en 5 de mayo del año siguiente se principió á construir su fuerte y en agosto inmediato se le dotó de un hospital, y continuando en crecientes mejoras ha adquirido el título de ciudad capital de su provincia, que le confirió la ley de 12 de marzo de 1887. Se comunica por ferrocarril con las provincias al N. de ella, y dista al S. de la ciudad de Traiguen y del pueblo de la Victoria 60 á 67 kilómetros y cerca de 30 hacia el SE. de la Nueva Imperial. Toma el nombre de un corto riachuelo que procede de Nielol y va morir en el Cautín inmediatamente al O. de ella, formado aquel del de un árbol del género de los mirtos (Eugenia temu) y de co, lo que significa agua del temo. 
Francisco Solano Asta-Buruaga y Cienfuegos, Diccionario Geográfico de la República de Chile (1897) 

Los habitantes más acaudalados eran, en su mayoría, colonos europeos, que habían sido atraídos por las subdivisiones de las tierras de los mapuches que fueron enviados a "reducciones", declaradas fiscales por el gobierno y también por la construcción del ferrocarril.

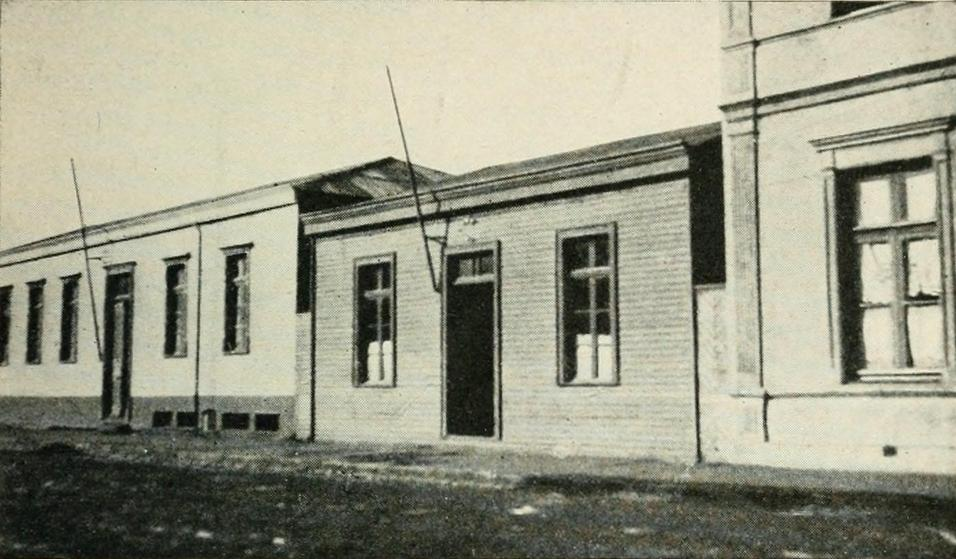
Una calle de Temuco en 1921.

El 18 de enero de 1908 la ciudad sufre un gran incendio que consumió más de 20 cuadras, un tercio de toda la ciudad de entonces. Luego surgen los barrios de Pueblo Nuevo y Santa Rosa hacia el norte y oriente los cuales se pueblan rápidamente. A mediados de la década de 1920, cuando Temuco alcanza los 30 000 habitantes, comienza la parcelación del "barrio alemán", cuyo principal camino pasa a convertirse en la avenida Alemania. También en esa época, el camino a Cholchol comienza a urbanizarse dando origen a la avenida Pedro de Valdivia.
En marzo de 1919 se inaugura una línea de tranvías eléctricos, que utilizaba seis carros usados y material rodante adquiridos a la Anglo-Argentine Tramway Co. de Buenos Aires. El proyecto fue una iniciativa conjunta con Rengo, que también compró equipos estadounidenses (de la St.Louis Car Co.) en Argentina. Más tarde, la ciudad adquirió vagones usados, de manufactura alemana de dos pisos, a la firma santiaguina CET&L. Tras la I Guerra Mundial, una firma chilena independiente, la Compañía General de Electricidad Industrial, con sede en Santiago, adquirió los derechos para la energía eléctrica y, asimismo, para manejar los tranvías eléctricos provinciales, como lo hizo en Temuco, en 1920.

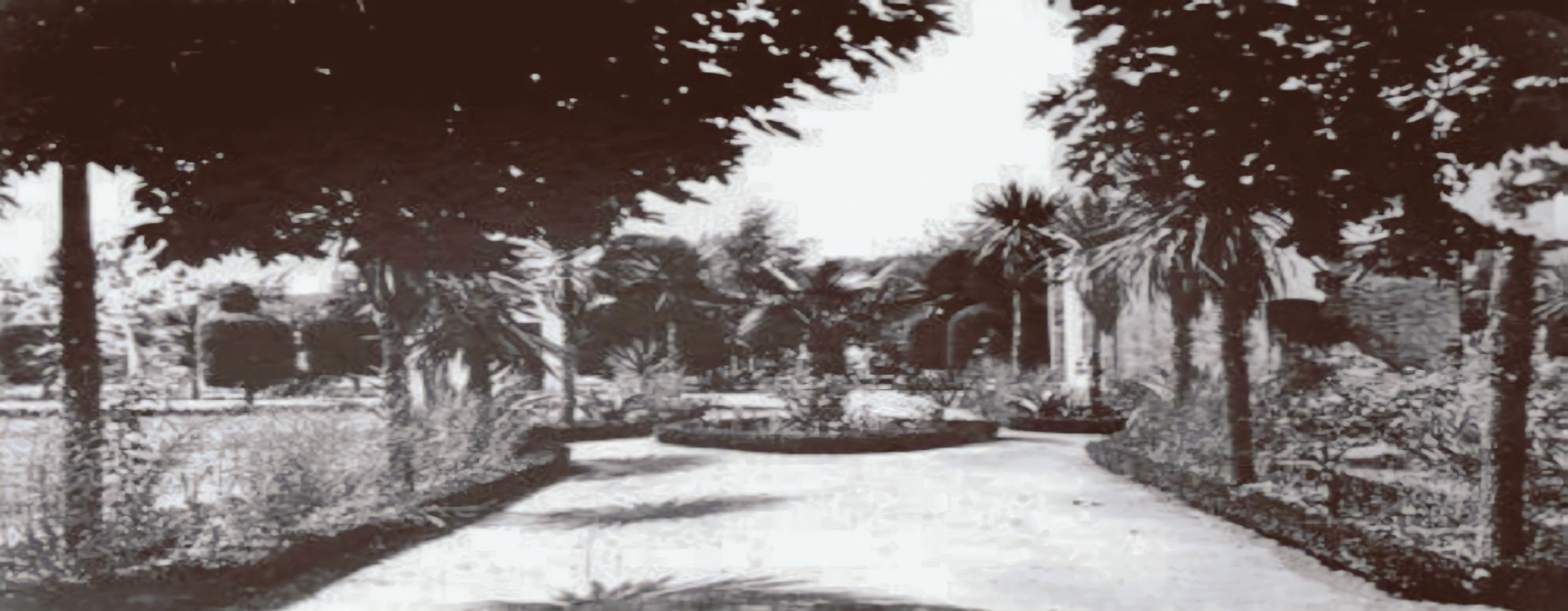
El Cementerio General de Temuco en 1925.

En 1960, la ciudad de Temuco alcanza los 72.000 habitantes, cifra que se elevaría a 110.000 en 1970, debido a una gran oleada inmigratoria producto de varios hechos circunstanciales, como el terremoto que asoló el sur del país en 1960 y la creación de la primera universidad en el sur de Chile, en Concepción.
En 1982 la población llegó a 189.000 habitantes, tanto urbanos como rurales y a 243.880 en 1992. El censo llevado a cabo en 2002, la población aumenta a 304.000, incluyendo la adyacente comuna de Padre Las Casas. En los últimos 20 años la ciudad ha experimentado un gran crecimiento comercial e inmobiliario que aún continúa.

## Geografía

### Geomorfología

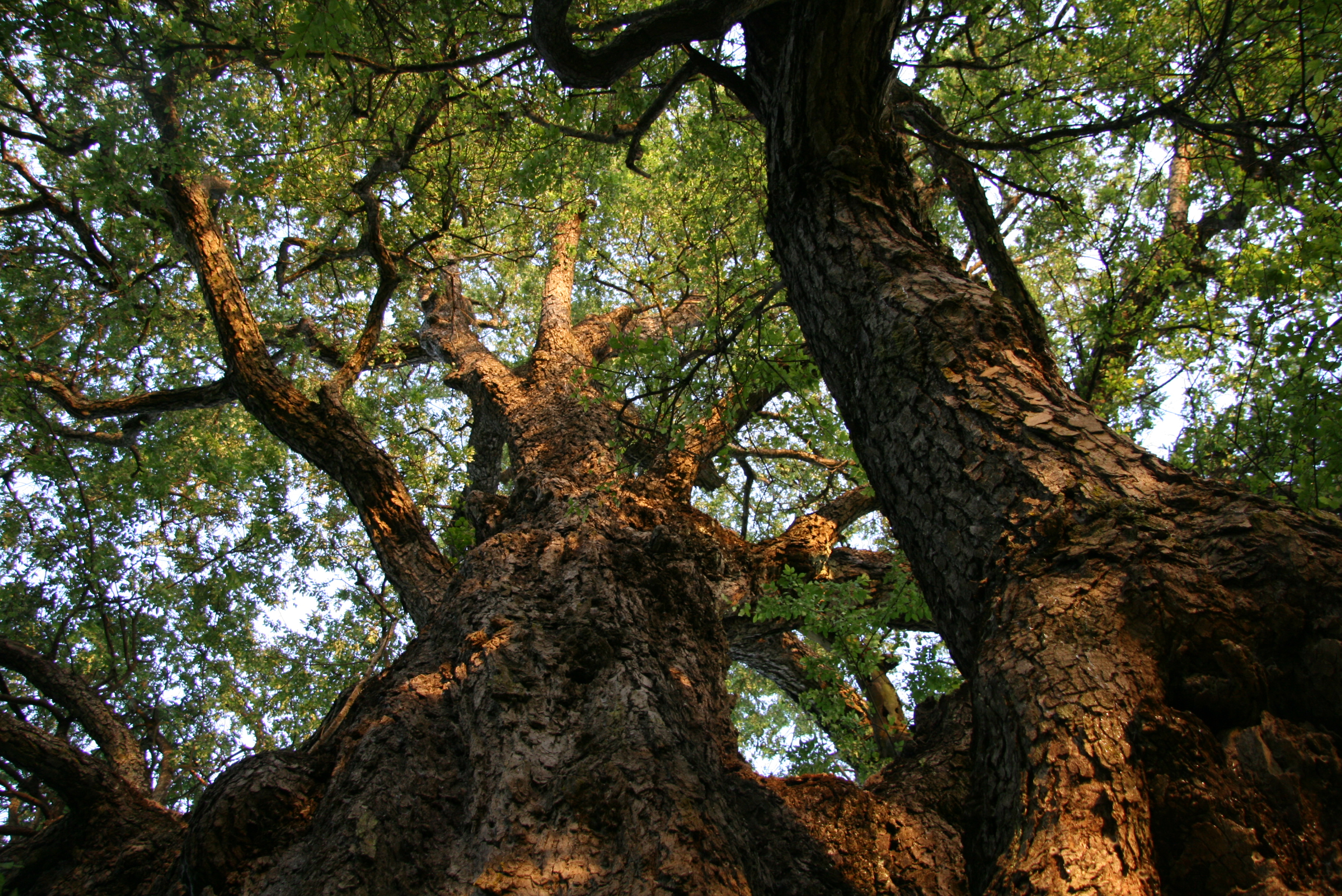
Roble del cerro Ñielol (Nothofagus obliqua).

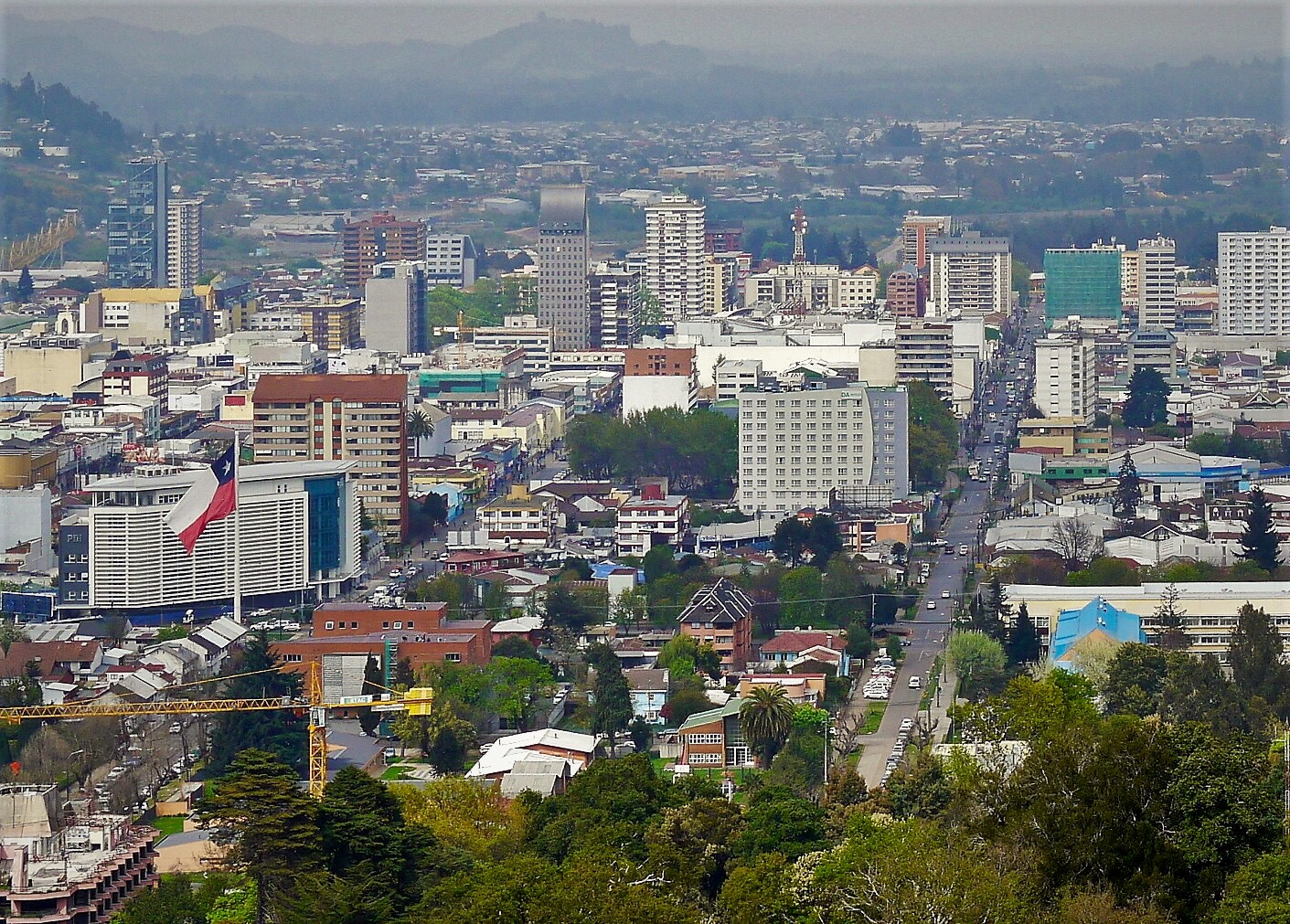
Centro de Temuco, desde el Monumento Natural Cerro Ñielol.

Temuco, capital de la Región de La Araucanía, es una ciudad ubicada en el sur de Chile, que equidista del océano Pacífico y de la cordillera de los Andes. 
La comuna de Temuco se encuentra emplazada en las unidades geomorfológicas de Llano central con morrenas y conos y Llanos de sedimentación fluvial o aluvional. El sitio de la ciudad morfológicamente corresponde a terrazas fluviales del río Cautín que se desarrollan en forma encajonada entre el cerro Ñielol (350 m s. n. m.) y el cerro Conun Huenu (360 m s. n. m.). El primero es un centro histórico y cultural preservado como Monumento Natural Cerro Ñielol donde es protegido por Conaf.

### Clima

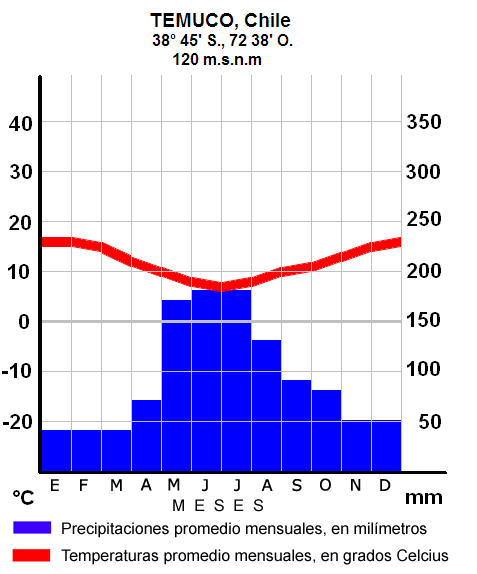
Climograma de Temuco, demuestra las lluvias durante todo el año de forma periódica

Presenta según la clasificación climática de Köppen clima mediterráneo de lluvia invernal (Csb), típica de la depresión intermedia del país. A través del año, se alternan las influencias anticiclónicas y ciclónicas, zona donde se inicia la desaparición de la estación de sequía, teniendo lluvias todo el año, si se compara con la de Santiago u otras ciudades intermedias del valle central de Chile. Su temperatura media anual es de 12,3 °C, con máximas medias en el mes más cálido de 17,1 °C y mínimas medias en el mes más frío de 3,9 °C, la temperatura máxima histórica en la ciudad es de 42 °C en febrero de 1952. De acuerdo con la clasificación climática de Köppen, el clima de Temuco es Cfb.
| Parámetros climáticos promedio de Temuco (Aeródromo Maquehue) 1991–2020, extremos 1952–presente | Parámetros climáticos promedio de Temuco (Aeródromo Maquehue) 1991–2020, extremos 1952–presente | Parámetros climáticos promedio de Temuco (Aeródromo Maquehue) 1991–2020, extremos 1952–presente | Parámetros climáticos promedio de Temuco (Aeródromo Maquehue) 1991–2020, extremos 1952–presente | Parámetros climáticos promedio de Temuco (Aeródromo Maquehue) 1991–2020, extremos 1952–presente | Parámetros climáticos promedio de Temuco (Aeródromo Maquehue) 1991–2020, extremos 1952–presente | Parámetros climáticos promedio de Temuco (Aeródromo Maquehue) 1991–2020, extremos 1952–presente | Parámetros climáticos promedio de Temuco (Aeródromo Maquehue) 1991–2020, extremos 1952–presente | Parámetros climáticos promedio de Temuco (Aeródromo Maquehue) 1991–2020, extremos 1952–presente | Parámetros climáticos promedio de Temuco (Aeródromo Maquehue) 1991–2020, extremos 1952–presente | Parámetros climáticos promedio de Temuco (Aeródromo Maquehue) 1991–2020, extremos 1952–presente | Parámetros climáticos promedio de Temuco (Aeródromo Maquehue) 1991–2020, extremos 1952–presente | Parámetros climáticos promedio de Temuco (Aeródromo Maquehue) 1991–2020, extremos 1952–presente | Parámetros climáticos promedio de Temuco (Aeródromo Maquehue) 1991–2020, extremos 1952–presente |
| Mes                                                                                             | Ene.                                                                                            | Feb.                                                                                            | Mar.                                                                                            | Abr.                                                                                            | May.                                                                                            | Jun.                                                                                            | Jul.                                                                                            | Ago.                                                                                            | Sep.                                                                                            | Oct.                                                                                            | Nov.                                                                                            | Dic.                                                                                            | Anual                                                                                           |
| ----------------------------------------------------------------------------------------------- | ----------------------------------------------------------------------------------------------- | ----------------------------------------------------------------------------------------------- | ----------------------------------------------------------------------------------------------- | ----------------------------------------------------------------------------------------------- | ----------------------------------------------------------------------------------------------- | ----------------------------------------------------------------------------------------------- | ----------------------------------------------------------------------------------------------- | ----------------------------------------------------------------------------------------------- | ----------------------------------------------------------------------------------------------- | ----------------------------------------------------------------------------------------------- | ----------------------------------------------------------------------------------------------- | ----------------------------------------------------------------------------------------------- | ----------------------------------------------------------------------------------------------- |
| Temp. máx. abs. (°C)                                                                            | 37.1                                                                                            | 42                                                                                              | 37.1                                                                                            | 32                                                                                              | 24.1                                                                                            | 24.1                                                                                            | 24.7                                                                                            | 25.2                                                                                            | 26.8                                                                                            | 30.2                                                                                            | 36.4                                                                                            | 38.4                                                                                            | 42                                                                                              |
| Temp. máx. media (°C)                                                                           | 25                                                                                              | 25                                                                                              | 23                                                                                              | 18.3                                                                                            | 14.7                                                                                            | 12                                                                                              | 11.7                                                                                            | 13.3                                                                                            | 15.5                                                                                            | 17.6                                                                                            | 19.7                                                                                            | 22.3                                                                                            | 18.2                                                                                            |
| Temp. media (°C)                                                                                | 17.1                                                                                            | 17.3                                                                                            | 15.5                                                                                            | 12.4                                                                                            | 10.3                                                                                            | 8.5                                                                                             | 7.8                                                                                             | 8.7                                                                                             | 9.9                                                                                             | 11.6                                                                                            | 13.4                                                                                            | 15.4                                                                                            | 12.3                                                                                            |
| Temp. mín. media (°C)                                                                           | 9.2                                                                                             | 9.0                                                                                             | 8.1                                                                                             | 6.5                                                                                             | 6                                                                                               | 4.9                                                                                             | 3.9                                                                                             | 4.2                                                                                             | 4.3                                                                                             | 5.7                                                                                             | 7.2                                                                                             | 8.5                                                                                             | 6.5                                                                                             |
| Temp. mín. abs. (°C)                                                                            | 0.2                                                                                             | -1.9                                                                                            | -2.0                                                                                            | -3.8                                                                                            | -5.4                                                                                            | -6.9                                                                                            | -8.1                                                                                            | -6.7                                                                                            | -4.3                                                                                            | -3.0                                                                                            | -2.4                                                                                            | 0.2                                                                                             | -8.1                                                                                            |
| Precipitación total (mm)                                                                        | 27.8                                                                                            | 34.2                                                                                            | 43.8                                                                                            | 85.6                                                                                            | 148.0                                                                                           | 209.6                                                                                           | 156.7                                                                                           | 135.4                                                                                           | 86.4                                                                                            | 81.0                                                                                            | 57.3                                                                                            | 49.0                                                                                            | 1114.8                                                                                          |
| Días de precipitaciones (≥ 1.0 mm)                                                              | 3.6                                                                                             | 3.6                                                                                             | 5.5                                                                                             | 8.6                                                                                             | 12.5                                                                                            | 16                                                                                              | 15                                                                                              | 14                                                                                              | 10.8                                                                                            | 9.6                                                                                             | 7.2                                                                                             | 6.0                                                                                             | 114                                                                                             |
| Horas de sol                                                                                    | 303.8                                                                                           | 265.6                                                                                           | 226.3                                                                                           | 147.0                                                                                           | 111.6                                                                                           | 75.0                                                                                            | 89.9                                                                                            | 124.0                                                                                           | 171.0                                                                                           | 179.8                                                                                           | 210.0                                                                                           | 272.8                                                                                           | 2176.8                                                                                          |
| Humedad relativa (%)                                                                            | 62                                                                                              | 64                                                                                              | 67                                                                                              | 83                                                                                              | 89                                                                                              | 88                                                                                              | 87                                                                                              | 84                                                                                              | 81                                                                                              | 79                                                                                              | 69                                                                                              | 59                                                                                              | 69                                                                                              |
| Fuente n.º 1: Dirección Meteorológica de Chile                                                  |                                                                                                 |                                                                                                 |                                                                                                 |                                                                                                 |                                                                                                 |                                                                                                 |                                                                                                 |                                                                                                 |                                                                                                 |                                                                                                 |                                                                                                 |                                                                                                 |                                                                                                 |
| Fuente n.º 2: NOAA (días con precipitaciones 1991–2020), Universidad de Chile (horas de sol)    |                                                                                                 |                                                                                                 |                                                                                                 |                                                                                                 |                                                                                                 |                                                                                                 |                                                                                                 |                                                                                                 |                                                                                                 |                                                                                                 |                                                                                                 |                                                                                                 |                                                                                                 |

### Hidrología
La comuna se halla en la cuenca hidrográfica de río Imperial. Además, la comuna posee diversos cuerpos de agua, entre los que se destacan el río Cautín y río Cholchol.

## Medio ambiente

### Componentes bióticos

Trazado simplificado de los ecosistemas y cuerpos de agua presentes en la comuna de Temuco.

Dentro del territorio de la comuna se pueden hallar los siguientes ecosistemas:
- Bosque caducifolio mediterráneo donde predominan Nothofagus obliqua y Persea lingue (En peligro crítico)
- Bosque caducifolio templado donde predominan Nothofagus obliqua y Laurelia sempervirens (En peligro)

### Medidas de protección ambiental y conflictos socioambientales
Hasta 2022, la comuna de Temuco cuenta con las siguientes zonas que poseen algún nivel de protección ambiental:
- Humedal Estero Lircay (Humedal urbano)[24]
- Humedal Labranza Alto-Camino Mollulco (Humedal urbano)[25]
- Humedal Laguna Temuco (Humedal urbano)[26]
- Humedal Río Cautín-Sector Antumalén (Humedal urbano)[27]
- Humedal Vegas de Chivilcan (Humedal urbano)[28]
- Humedal Menoko Tromen (Humedal urbano)[29]
- Monumento Natural Cerro Ñielol (Monumento Natural)[30]
- Rucamanque (Sitios Ley 19.300)[31]

La ciudad se enmarca dentro de un entorno típíco del sur de Chile, de bosques caducifolios dentro de un llano central de morrenas y conos cercano a la pre-cordillera. Fitogeográficamente está en una zona de policultivos de alto rendimiento o frutales, con presencia residual de especies arbóreas, tales como el roble y el lingue. Debido al indiscriminado uso de leña como calefacción domiciliaria, en el periodo invernal se forma una capa de smog en el aire de la ciudad.

## Demografía
La comuna de Temuco cuenta, según el censo de 2017, con una población de 282 415 habitantes, lo que corresponde al 30% de la población de la región. La proyección para el año 2024 es de 309 696 habitantes.
La mayoría de los habitantes de Temuco son de orígenes diversos. El 75% de la población declaró no pertenecer a ninguna etnia indígena. Muchos de los primeros descienden de los inmigrantes llegados durante 1883-1901, luego de la Pacificación de la Araucanía. Los principales orígenes son de Suiza, España, Francia, Alemania, Suecia, Rusia, Canadá, Irlanda, Holanda, Estados Unidos, Argentina, Italia y Reino Unido. Otros llegaron más tarde, especialmente durante las Guerras Mundiales y la guerra civil española, cuando un significativo número de inmigrantes europeos provienen de Alemania y España principalmente, además de Macedonia del Norte, Polonia, centro y este de Europa (judíos); y Líbano y Palestina (árabes). Prueba de este fenómeno de inmigración europea, y en menor medida judía y árabe, a Temuco son los diversos clubes, colegios, centros de la ciudad:
- L'Alliance Français du Temuco
- Instituto Claret Temuco
- Colegio Inglés George Chaytor
- Colegio Scole Creare de Temuco
- Liceo Camilo Henríquez
- Colegio Bautista de Temuco
- Colegio de la Salle (Instituto San José)
- Escuela Francia De la Salle
- Greenhouse School
- Colegio Alemán de Temuco (fundado en 1887)
- Escuela Llaima (fundado en 1927)
- Club Gimnástico Alemán de Temuco
- Colegio Santa Cruz de Temuco CSC.
- Colegio Metodista de Temuco
- Clínica Alemana Temuco
- Colegio Hebreo de Temuco
- Colegio Montessori
- Stadio Italiano
- Fratellanza Italiana
- Centro Español
- Comunidad Israelita de Temuco
- Club Árabe de Temuco
- Colegio Centenario De Temuco
- Eusko Etxea de Temuco (aglutinadora de descendientes francovascos y vascos de España)
- Confederación Suiza de La Araucanía
- Club Suizo de Temuco
- Saint Patrick School
- Golden School
- Colegio Adventista
- Colegio San Francisco

### Religión

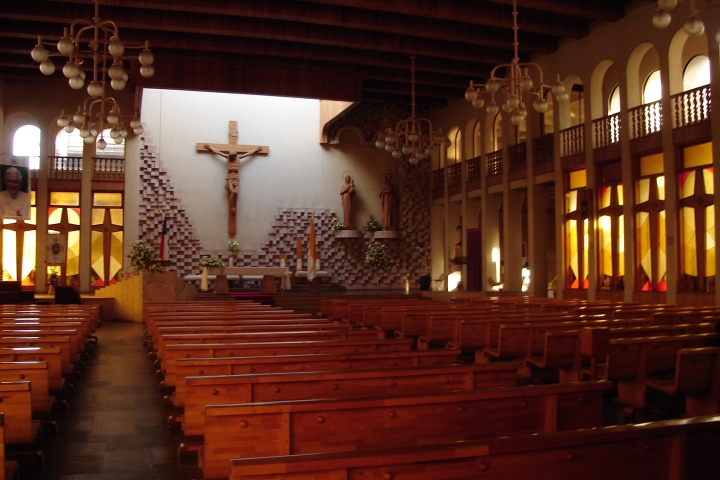
Interior de la Catedral de Temuco.

Desde su fundación, la ciudad de Temuco se ha caracterizado por la presencia de una mixtura de creencias religiosas, destacando la llegada del cristianismo a las vidas de los habitantes pre-fundacionales (pueblo Mapuche). Las creencias ancestrales no son seguidas por la mayoría de los mapuches y, por el contrario, muchos se han convertido al protestantismo o al catolicismo. La colonia alemana de la ciudad posee la Iglesia luterana de Temuco como templo de oración, la cual destaca por su arquitectura peculiar y la realización de misas en idioma alemán.
Según datos del Instituto Nacional de Estadísticas, la población católica disminuyó de un 69,5 % el año 1992 a un 61,7 % en 2002, y la población evangélica-protestante aumentó de un 20,7 % el año 1992 a un 23,8 % en 2002. Se esperaba la misma tendencia para el censo realizado en 2012. Sin embargo, de acuerdo a fuentes católicas, el porcentaje de la población de esta rama del cristianismo cubierta por la diócesis de Temuco en 1990 era del 78 %, cifra que se redujo a un 72 % en 2000 y alcanzaba un 64,7 % en 2010.

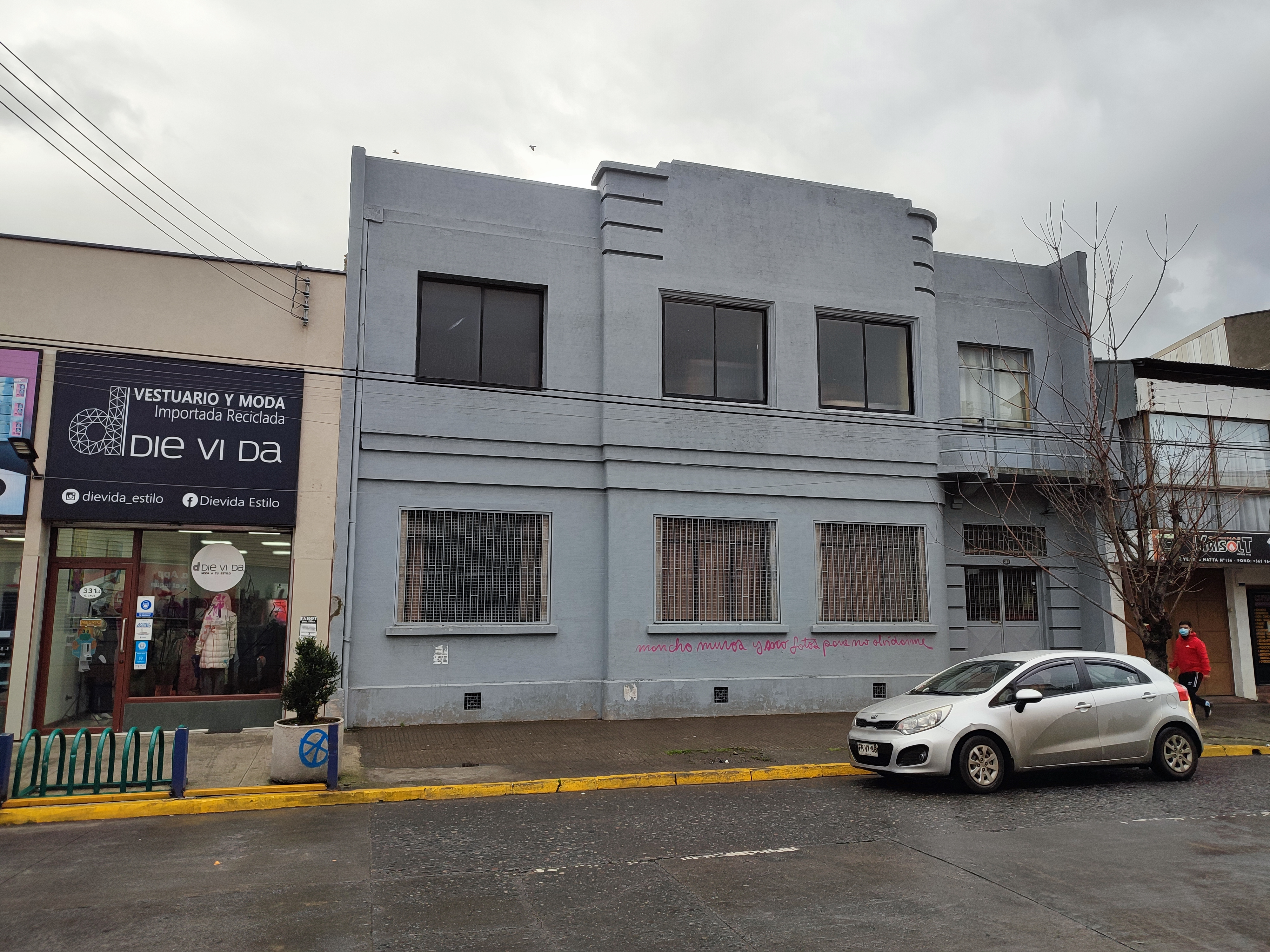
Sinagoga ubicada en la ciudad de Temuco.

Asimismo, existe una pequeña comunidad judía en la ciudad. Oficialmente, el primer judío en instalarse en Temuco fue el joven sastre Alberto Levy, procedente de Bitola, actual Macedonia del Norte, en 1900. Con el transcurso de los años, el número de inmigrantes judíos fue creciendo. Así, para el censo de 1907 se contaban catorce judíos en la zona, y para el censo de 1920 la cifra bordeaba los doscientos ochenta. Esta comunidad, una de las más antiguas de Chile, levantó su propio cementerio y el Club Israelita de Temuco, entre cuyos fundadores se encuentran las familias Albala, Camhi, Russo, Cohen, Ergas y los Levy. También se fundó en Temuco la primera sinagoga del país, con el nombre de Kahal Kadosh. Fue inaugurada el 15 de septiembre de 1928 mediante una ceremonia en la que se hizo lectura del Séfer Torah (Biblia) y se tocó el shofar (instrumento de viento). Además, participó un coro de niños dirigidos por el profesor Jacob Palti Oplatka (el primero en enseñar hebreo en La Araucanía.) La mayoría de sus miembros no había asistido a una ceremonia religiosa israelita desde su llegada a Chile. La sinagoga, que por un tiempo fue sede del Colegio Hebreo, sigue en uso en calle General Cruz.

### Localidades y sectores
Según el documento denominado Diagnóstico sistémico territorial, la comuna de Temuco se divide en los siguientes sectores: Centro, Amanecer, El Carmen, Labranza, Pedro de Valdivia, Poniente, Pueblo Nuevo, Santa Rosa, San Antonio, Universidad y el área rural.

## Administración

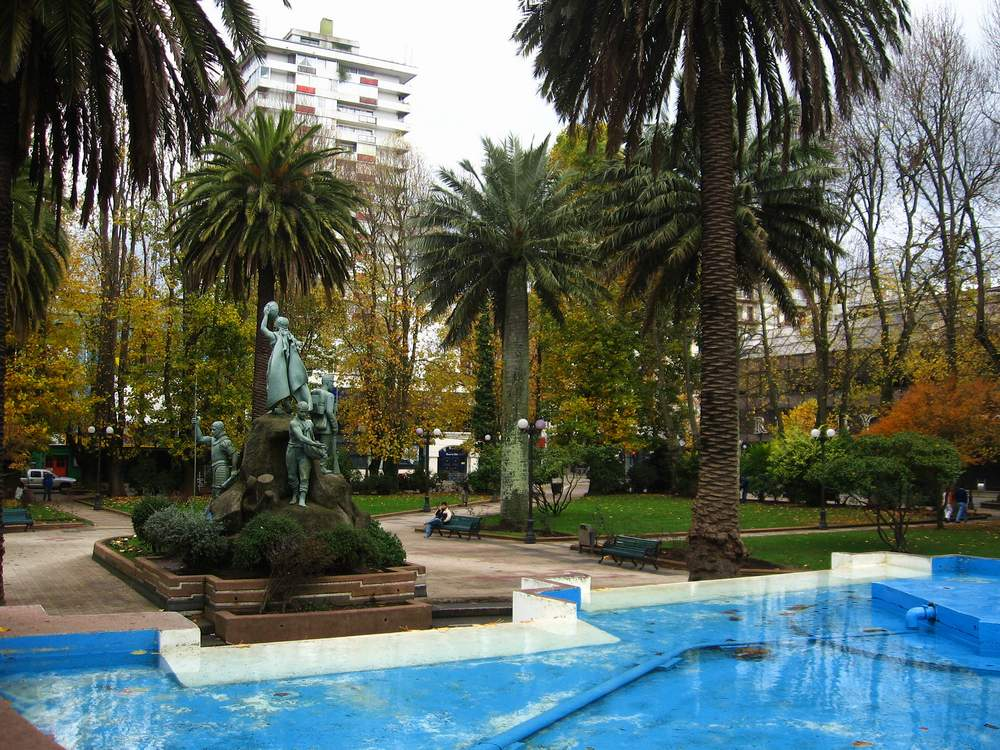
Plaza de Armas Aníbal Pinto.

La comuna de Temuco es administrada desde 2021 por su alcalde Roberto Neira Aburto (Ind./PPD), en conjunto con el Concejo Municipal integrado para el periodo 2024-2028 de la siguiente manera:

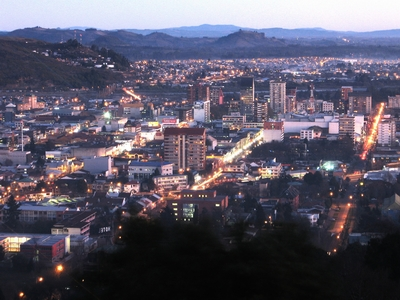
Skyline del centro de Temuco por la noche.

- Pedro Greve Espinosa (REP)
- Claudia Peñailillo Guzmán (RN)
- Alejandro Bizama Tiznado (FA)
- Estrella Quidel Sobarzo (PSC)
- Mario Jorquera Rodríguez (UDI)
- Esteban Barriga Rosales (PS)
- Juan Necul Trangolao (Ind./AMA)
- Micaela Becker García (Ind./RN)
- Bruno Hauenstein Araya (Ind./PPD)
- Fredy Cartes Valenzuela (RN)

## Economía

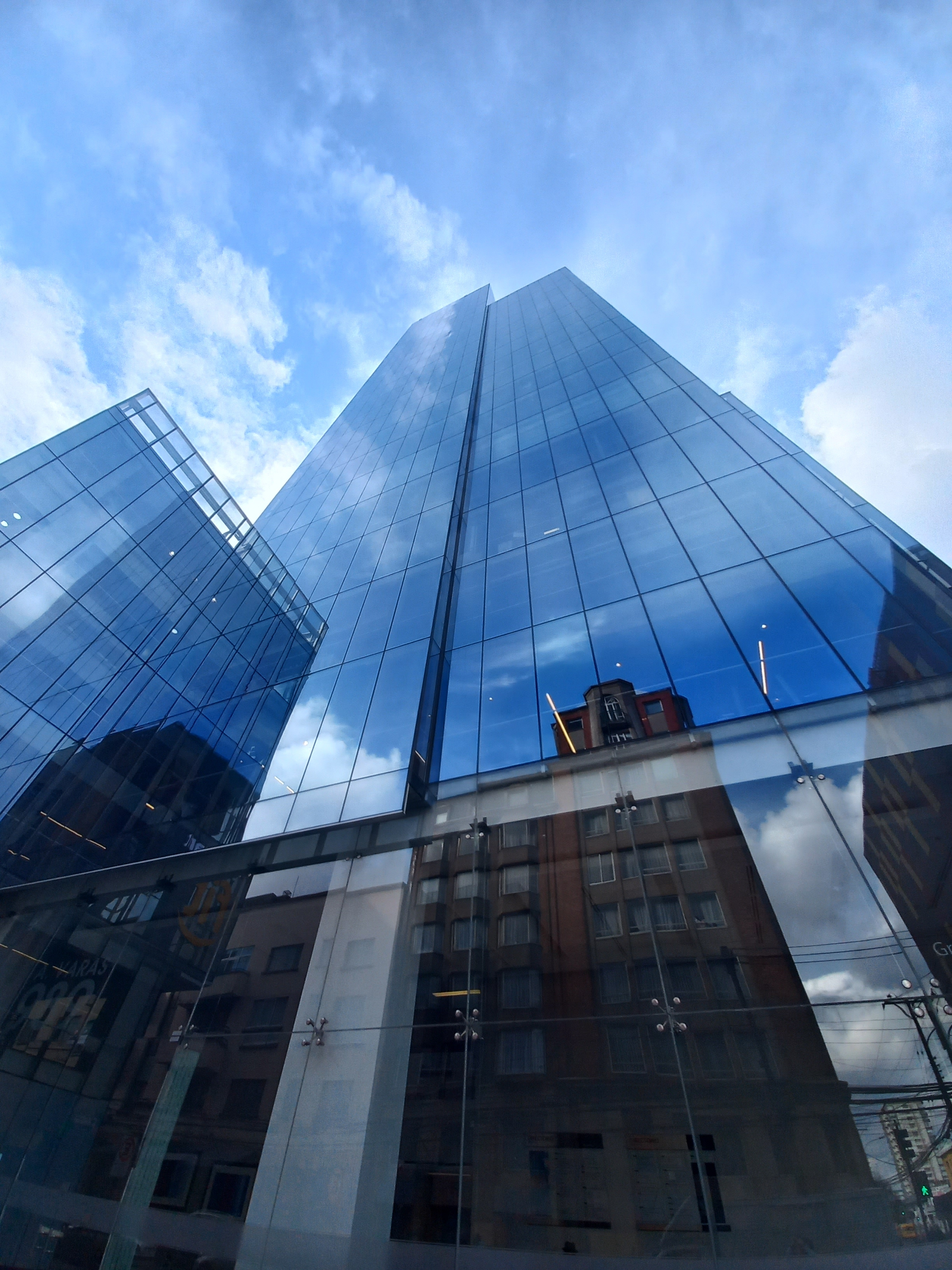
Edificio Capital en Temuco visto desde el suelo.

Si bien la región de La Araucanía es la más pobre de Chile, la ciudad de Temuco concentra la mayor parte de la riqueza de la región por lo que se ubica paradójicamente como una ciudad rica al mismo nivel de Antofagasta, Punta Arenas y Santiago, esto desprendido de las cifras de consumo per cápita tanto en supermercados como en centros comerciales. Ubicándose en su zona metropolitana fábricas reconocidas a nivel internacional como Rosen y Surlat entre otras, sobre todo relacionadas con la industria del mueble. Temuco cuenta además con el centro comercial (mall) más grande del sur de Chile ubicado en el barrio de avenida Alemania y construido por un representante típico de la colectividad alemana de Temuco como es el empresario Horst Paulmann (uno de los mayores retailers de Hispanoamérica, número uno en Argentina con Jumbo) quien comenzó a amasar su fortuna a pocas cuadras de donde su ubica hoy el Portal Temuco, en lo que fue Las Brisas, supermercado inicial de la región, donde nace el imperio comercial Cencosud.
De acuerdo con información del Servicio Nacional de Capacitación y Empleo (Sence), en la región existen 79 Organismos Técnicos Capacitadotes (OTEC). Ellos se encuentran altamente concentrados en Temuco, donde se localizan 52 de estas entidades.
En 2018, la cantidad de empresas registradas en Temuco fue de 10.197. El Índice de Complejidad Económica (ECI) en el mismo año fue de 2,24, mientras que las actividades económicas con mayor índice de Ventaja Comparativa Revelada (RCA) fueron Fabricación de Carbón Vegetal y Briquetas (81,74), Servicios de Transporte Escolar (21,25) y Terminales Terrestres de Pasajeros (19,08).

### Comercio
El comercio en la ciudad se ubica especialmente en 2 sectores (a diferencia de las mayorías de las ciudades que todo se concentra solo en el centro) siendo el barrio Alemania y el sector Centro, este último teniendo especial crecimiento en la gentrificación de las avenidas San Martín y O'higgins con la apertura de diferentes locales comerciales. En Temuco se encuentra el sector centro de la ciudad, donde hay muchas galerías, multitiendas, cine, patio de comidas, el Mercado Municipal, la feria Pinto (con cerca de 600 puestos comerciales) y una variedad de servicios, y la avenida Alemania, donde está el Mall Portal Temuco, Mall mirage, stripcenters, museos, el casino y varios locales comerciales. La ciudad de Temuco está estrechamente relacionado al desarrollo económico de los servicios, el turismo y las convenciones, también son importantes las industrias manufactureras de productos de la madera (especialmente muebles), colchones (Rosen), embotelladoras (CCU) y la venta de productos con las comunas cercanas. Destaca además la presencia de productos típicos de la cultura mapuche. La artesanía en madera (como los indios pícaros), instrumentos musicales, vestimenta y platería mapuche, son también muy cotizados por turistas que visitan la ciudad.

## Relaciones internacionales
La ciudad de Temuco es sede de una serie de instituciones de relaciones internacionales, tales como la Unidad Regional de Asuntos Internacionales (URAI) del Gobierno Regional de La Araucanía, encargada del análisis y gestión de las relaciones bilaterales y multilaterales de la región con América Latina y el resto del mundo, la Unidad Regional de Promoción y Atracción de Inversiones (Invest Araucanía), la Comisión de Planificación, Descentralización y Relaciones Internacionales del Consejo Regional de La Araucanía, la oficina regional del Servicio Nacional de Migraciones, la oficina regional de la Dirección General de Promoción de Exportaciones (ProChile), el Departamento de Migraciones y Policía Internacional de la Policía de Investigaciones, y la Oficina de Migrantes de la Municipalidad de Temuco.
En materia de internacionalización en educación superior, los principales actores dentro de Temuco son la iniciativa Temuco UniverCiudad, la Dirección de Internacionalización e Instituto Confucio de la Universidad de La Frontera, y la Dirección de Relaciones Internacionales de la Universidad Católica de Temuco.

### Consulados
Dado al importante número de descendientes de inmigrantes europeos, se han instalado diversos consulados honorarios para atender diversas problemáticas de la población. Sus principales funciones son la de facilitar algunos trámites asociados a nacionalización y visas. Trabajan en forma voluntaria para permitir un servicio más cercano a quienes requieran de sus trámites. Cabe recordar que Temuco es la tercera ciudad con mayor número de consulados en Chile, solamente superada por Santiago y Concepción.

#### Por importancia histórica e inmigratoria
- Alemania: Honorarkonsul der Bundesrepublik Deutschland (cónsul honorario: Carl Friedrich Fingerhuth Vorwerk);
- Austria: Consulado Honorario de Austria, perteneciente a la circunscripción consular de Valdivia (cónsul honorario: Dr. Marcos Iampaglia);
- España: Consulado Honorario de España (cónsul honorario: Antonio Gomá Segú);
- Francia: Consulat Honoraire de la République Française (cónsul honorario: Carl Friedrich Fingerhuth Vorwerk);
- Italia: Consulado Honorario de la República Italiana (cónsul honorario: Italo Capurro Vattuone);
- Suiza: Consulado Honorario Helvético de la Araucanía (cónsul honorario: Marianne Fiala Beutler);
- Países Bajos: Consulado Honorario de los Países Bajos (cónsul honorario: Germán Nicklas Wickel);
- Israel: Consulado Honorario de Israel (cónsul honorario: Mario Alberto Hasson Russo);
- Reino Unido: Consulado Honorario del Reino Unido, perteneciente a la circunscripción consular de Puerto Montt (cónsul honorario: John Kenyon).

#### Otros consulados de América y Oceanía
- Argentina: Consulado Honorario de la República Argentina (cónsul honorario: María Teresa Kralika);
- Brasil: Consulado Honorario de la República Federativa del Brasil (cónsul honorario: Gilka Nese de Castro Cerqueira);
- Costa Rica: Consulado Costarricense de Temuco (cónsul honorario: Humberto Manuel Toro Martínez-Conde);
- Honduras: Consulado Honorario de la República de Honduras (cónsul honorario: José Ulises Valderrama Méndez);
- Nueva Zelanda: Consulado Honorario de Nueva Zelanda;
- Perú: Consulado Honorario de la República del Perú (próximamente).

## Servicios

### Educación

#### Educación preescolar
La Municipalidad de Temuco administra veinticinco jardines infantiles en convenio con la Junji. A ellos se suman cuatro establecimientos municipales. En total, se atiende a más de dos mil niños.

#### Educación primaria y secundaria
Temuco posee cuarenta y dos escuelas y liceos municipales, que reciben un promedio de quince mil estudiantes. También existen colegios particulares subvencionados y completamente particulares, como ocurre en la mayoría de las comunas de Chile.
En 2014, la Municipalidad de Temuco renovó los equipos computacionales de veintitrés establecimientos educacionales. Fueron doscientos cincuenta computadores y cincuenta y nueve pizarras interactivas con un costo de ciento treinta y nueve millones de pesos chilenos (doscientos cuarenta y seis mil dólares estadounidenses de la época).

##### Escuela Artística Municipal Armando Dufey Blanc
La escuela artística Armando Dufey nace en el año 1998 en las dependencias de calle Rodríguez, sector que era parte de la ex- Escuela de Cultura que hacía ya varios años venía gestando la idea de crear una escuela artística con alumnos propios, idea generada por los profesores que en aquel entonces impartían las distintas disciplinas. En el año 2007 se anuncia la construcción de una nueva escuela en otro lugar, cerca del Estadio Germán Becker, consumándose así en el año 2009 la inauguración del nuevo establecimiento.
Se caracteriza por poseer talleres que ofrecen a los estudiantes el desarrollo del área artística, incluyendo a las artes visuales, artes teatrales, artes musicales y artes literarias.

##### Liceo Pablo Neruda
Comunidad educativa fundada en 1888. Entre sus exalumnos, se cuenta al nobel de Literatura Pablo Neruda, por quien lleva su nombre.
En noviembre de 2013, fue inaugurado su actual edificio, con un costo de casi siete mil millones de pesos chilenos (trece millones de dólares estadounidenses de 2013.) Actualmente, tiene dos mil quinientos estudiantes.

##### Liceo Gabriela Mistral
Institución creada en 1905 como escuela de niñas. Entre 1920 y 1921, su directora fue Lucila Godoy Alcayaga, la poetisa Gabriela Mistral, por quien lleva su nombre. En 2014, se fusionó con la Escuela Marcela Paz.

##### Liceo Bicentenario de Temuco
En 2012, la Escuela Caupolicán se convirtió en el Liceo Bicentenario de Temuco, lo que lo transformó en un establecimiento científico humanista de excelencia, con un costo de más de mil millones de pesos chilenos (más de dos millones de dólares estadounidenses de la época). Cuenta con un gimnasio y una sala de musculación para el desarrollo de la actividad deportiva.

##### Colegio Mundo Mágico
Desde noviembre de 2014, las obras de sus nuevas dependencias se encuentran en ejecución. Serán siete mil ciento ochenta y tres metros cuadrados construidos en una superficie de nueve mil ochocientos setenta y dos metros cuadrados. La inversión será superior a los cuatro mil seiscientos millones de pesos chilenos (más de siete millones quinientos mil dólares estadounidenses de 2014). Tendrá mil ciento cuatro alumnos, ciento noventa y dos en el nivel preescolar y el resto en primaria.

#### Educación superior
La comuna cuenta con dos casas matrices universitarias, la Universidad de La Frontera y la Universidad Católica de Temuco, sumándose a los planteles académicos que poseen sus sedes o campus regionales en la ciudad. En Temuco, se registran casi cincuenta mil estudiantes de educación superior.

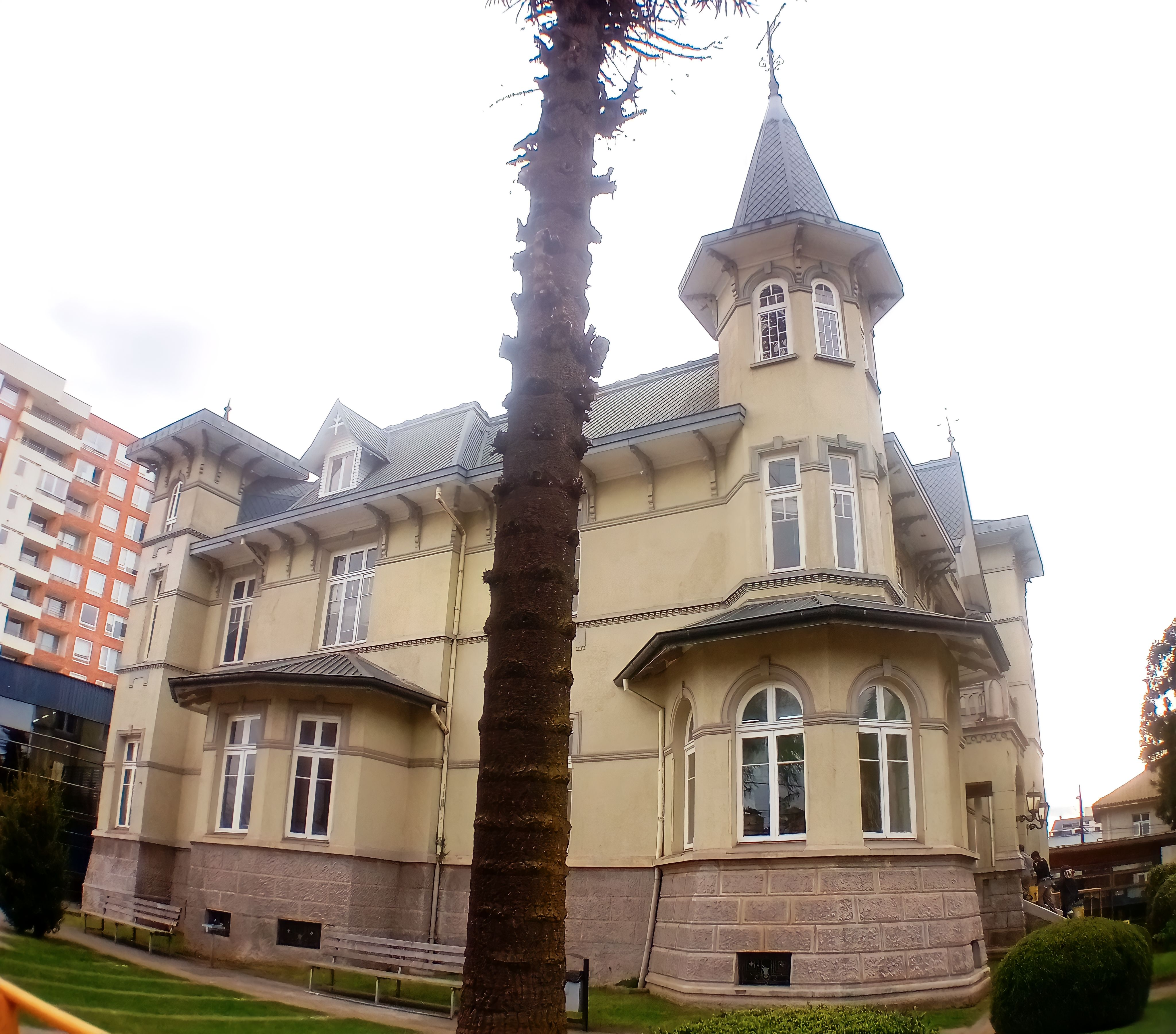
Campus Menchaca Lira de la Universidad Católica de Temuco.

##### Universidad Católica de Temuco

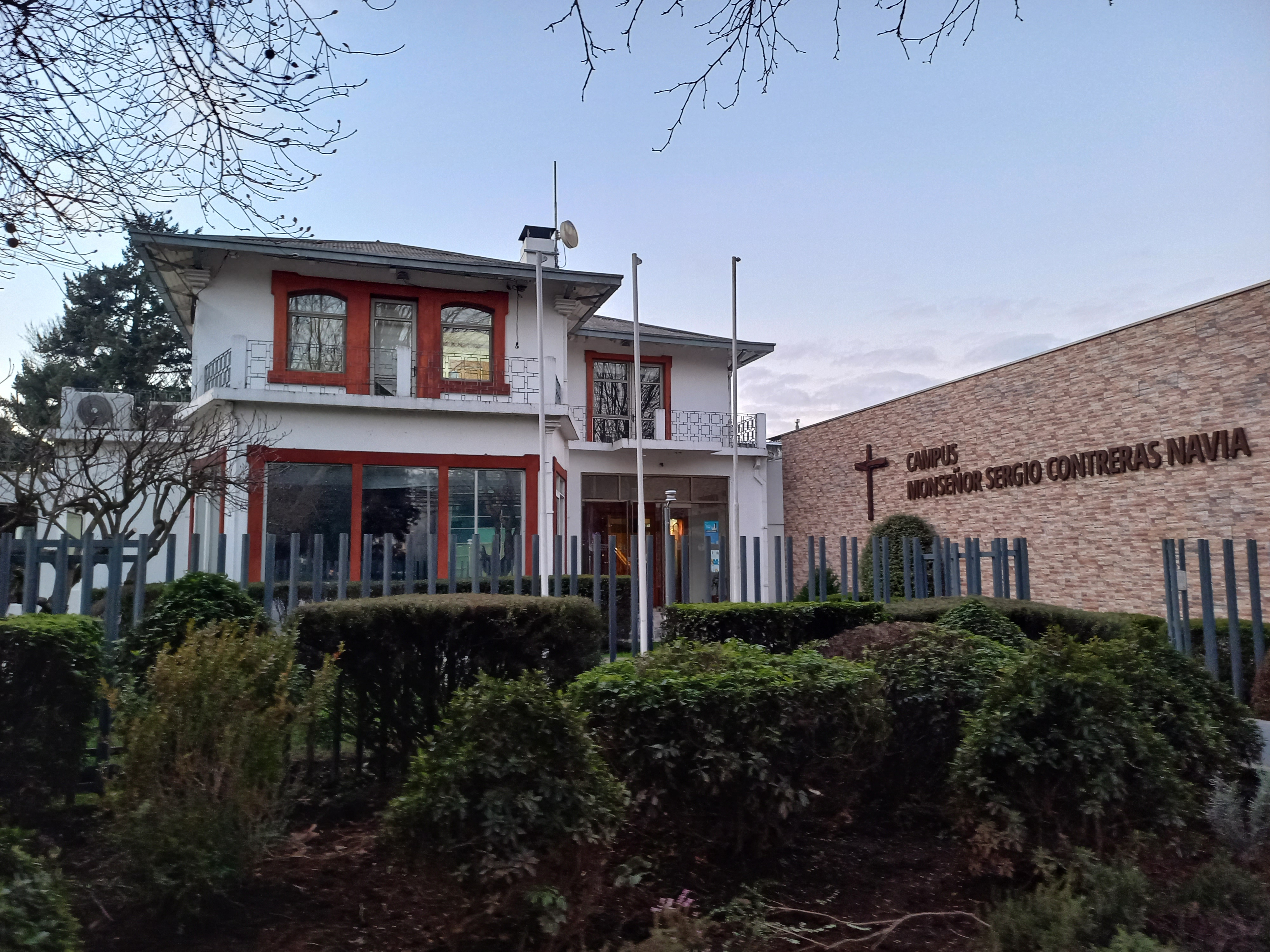
Campus Monseñor Sergio Contreras Navia.

La Universidad Católica de Temuco (UCT) es una institución de educación superior privada-tradicional, fundada en 1959 por el obispo Alejandro Menchaca Lira, bajo la denominación de Escuelas Universitarias de la Frontera, quince años más tarde se transformó en la sede de Temuco de la Pontificia Universidad Católica de Chile. En 1991 vuelve a su autonomía constituyéndose en la Universidad Católica de Temuco. Actualmente es miembro de la Agrupación de Universidades Regionales de Chile y del Consejo de Rectores de las Universidades Chilenas. Su rector actual es el doctor en Ciencias del Mar Aliro Bórquez Ramírez, en el cargo desde 2012, por un tercer periodo consecutivo iniciado en 2020.
Cuenta con los campus San Francisco, Menchaca Lira, y Monseñor Sergio Contreras Navia, todos ubicados en Avenida Alemania, y el Campus San Juan Pablo II, en la salida norte de la ciudad.
Promueve la difusión de diversas áreas del conocimiento a través de su editorial Ediciones UC Temuco, unidad dependiente de su Vicerrectoría de Vinculación y Compromiso Público, encargada de la gestión y publicación de proyectos de sus académicos y colaboradores externos, en diversas áreas del conocimiento, tanto académicas como no académicas, realizando convocatorias periódicas para tal efecto.
Se encuentra acreditada por la Comisión Nacional de Acreditación (CNA) por un período de 5 años (de un máximo de 7), desde julio de 2019 hasta julio de 2024, en las áreas de Gestión Institucional, Docencia de Pregrado, Investigación y Vinculación con el medio. 

##### Universidad de La Frontera
La Universidad de La Frontera (UFRO) es una universidad pública de Chile, cuya casa central se encuentra ubicada en la ciudad de Temuco, con sedes en las ciudades de Angol y Pucón. Concentra gran parte de la producción científica y formación de postgrado en Temuco. Destaca también la gran participación que tiene en las actividades sociales y productivas de la región. Pertenece al Consorcio de Universidades del Estado de Chile, al Consejo de Rectores de las Universidades Chilenas, y a la Agrupación de Universidades Regionales de Chile. Su rector actual es el doctor en Ciencias Médicas, Eduardo Hebel Weiss, en el cargo desde 2019.

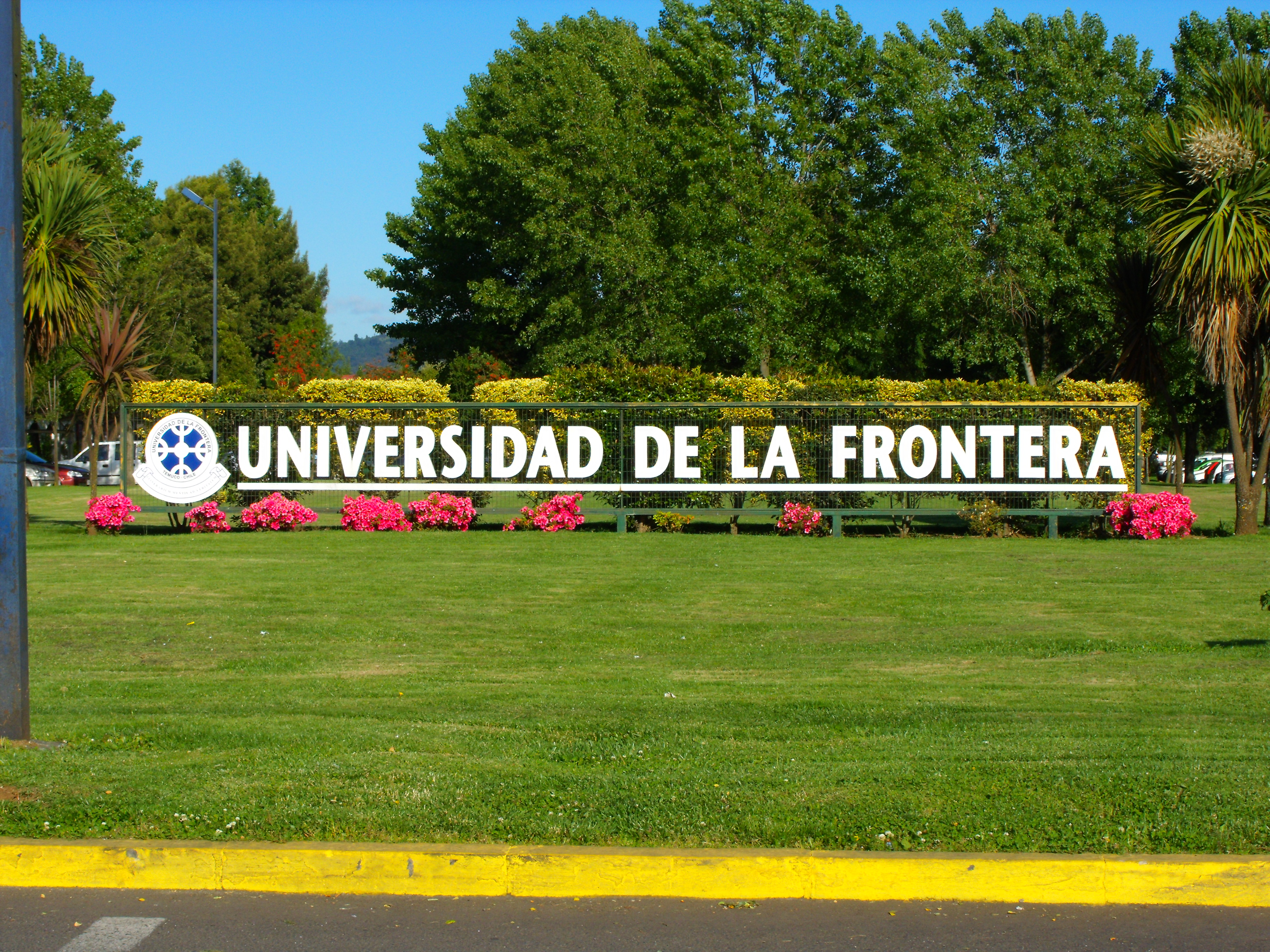
Letrero en entrada del Campus Central Andrés Bello

Nace como institución autónoma el 20 de marzo de 1981, tras la fusión de las sedes regionales de Temuco de la Universidad de Chile y la Universidad Técnica del Estado, con la misión de "generar, desarrollar y transmitir el saber en las diversas áreas del conocimiento y dominios de la cultura. Reconoce, promueve e incorpora la cosmovisión de los pueblos originarios, y en especial, la relación intercultural con el pueblo mapuche, promoviendo el respeto y el desarrollo equitativo", además de "la formación integral de personas con capacidad crítica y reflexiva, que promuevan el diálogo racional y la tolerancia, contribuyendo a forjar una ciudadanía inspirada en valores éticos, democráticos, cívicos y de solidaridad social; aportando a la conciencia social crítica y transformadora; éticamente responsable de las necesidades de la región, del país y de la comunidad internacional, para el logro del bien común".
Posee alrededor de 11.546 estudiantes de pregrado y alrededor de 611 estudiantes de postgrado, y en ella se imparten más de 41 carreras de pregrado, 7 programas de doctorado y 28 programas de magíster. Se encuentra acreditada por la Comisión Nacional de Acreditación (CNA) por un período de 6 años, desde noviembre de 2018 hasta noviembre de 2024, en las áreas de Gestión Institucional, Docencia de Pregrado, Investigación, Vinculación con el medio y Docencia de Postgrado, siendo la única universidad de la ciudad y de la región con acreditación en todas las áreas supervisadas por dicha entidad. 
Cuenta con su red de medios denominada Ufromedios, unidad dependiente de su Dirección de Comunicaciones, la cual tiene el control de las señales televisivas y radiofónicas concesionadas de la Universidad.

##### Universidad Autónoma de Chile

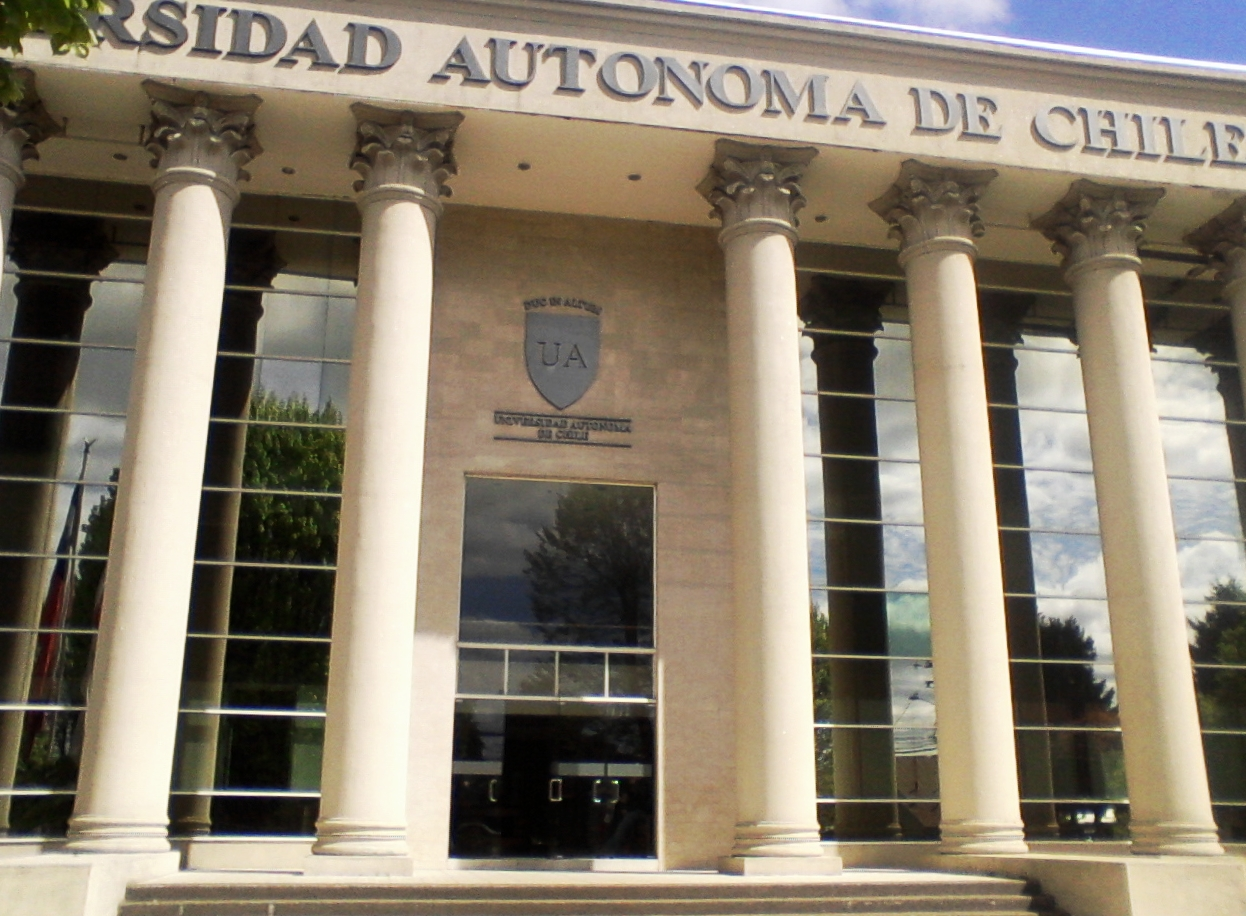
Frontis del Campus Temuco de la Universidad Autónoma de Chile

La Universidad Autónoma de Chile (UA) es una universidad privada chilena, fundada en Temuco el 11 de agosto de 1989 como "Universidad Autónoma del Sur" por el abogado Teodoro Ribera Beneít junto a otras personas de relevancia local, expandiéndose posteriormente a Talca y Santiago (Providencia y Llano Subercaseaux), y cambiando su nombre por el actual en el año 2006. Está adscrita al Sistema Único de Admisión del Consejo de Rectores de Universidades Chilenas.2 Su rector actual es el doctor en Derecho Teodoro Ribera, en el cargo desde 1998, salvo por el periodo 2011 a 2015, en que el cargo fue ejercido por Ernesto Schiefelbein, y el periodo 2019 a 2020, durante el cual el cargo fue asumido por José Antonio Galilea.
La universidad comenzó sus actividades en una casona ubicada en calle Phillipi, donde se impartían clases de las carreras de derecho e ingeniería comercial. En 1992 se trasladó a una casona ubicada en cale Porvenir, expandiéndose con el tiempo a los alrededores y construyendo edificios para salas de clases, bibliotecas, auditorios, entre otras instalaciones. El campus de la ciudad de Temuco se encuentra ubicado en calle Avenida Alemania, en la intersección con calle Porvenir, donde también se encuentra emplazado el centro deportivo Coliseo Autónoma, y su Clínica Integrada de Salud. Además se destaca su Centro de Transferencia Tecnológica de la Construcción (CTTC), ubicado en calle Rudecindo Ortega, su Clínica Jurídica y Social de la carrera de derecho, ubicada en las inmediaciones del barrio cívico-judicial en calle Arturo Prat, su Clínica de Atención Psicológica (CAPSI) en calle Las Delicias, y el canal de televisión Universidad Autónoma de Chile Televisión (UATV), el cual opera desde las instalaciones de calle Porvenir.
Actualmente se encuentra acreditada por la Comisión Nacional de Acreditación (CNA) por un período de 5 años, desde octubre de 2019 hasta octubre de 2024, en las áreas de Gestión Institucional, Docencia de Pregrado, Investigación y Vinculación con el medio. Figura en la posición 23 dentro de las universidades chilenas según la clasificación webométrica del CSIC (julio de 2017).4 Además está en la posición 26 según el ranking de AméricaEconomía 2016.5 Dentro de las universidades chilenas está, además, entre las 25 que aparecen en el ranking de Scimago Institution Rankings (SIR) 2017, con la posición 20 a nivel nacional y 668 a nivel mundial.6

##### Universidad Mayor
La Universidad Mayor es una universidad privada originaria de Santiago, fundada en el año 1988. Su llegada a la ciudad de Temuco se produce tras la crisis de la extinta Universidad de Temuco, proyecto regional privado fundado en 1989, cuya personalidad jurídica y reconocimiento oficial fueron revocados por solicitud del Consejo Superior de Educación al Ministerio de Educación en marzo de 1999.
Las actividades de la Universidad Mayor en la ciudad de Temuco inician en el mismo año 1999, ofreciendo continuidad de estudios a los alumnos de la extinta Universidad de Temuco, y convirtiéndose en la primera universidad privada en establecer una sede en otra región. En un comienzo las clases se realizaban en diversos edificios repartidos por el centro de la ciudad, acondicionados especialmente para esos efectos. Posteriormente el proyecto continuó desarrollando sus actividades en las mismas dependencias de la desaparecida Universidad de Temuco, ubicadas en la intersección de Avenida Alemania con calle Doctor Carrillo,renovándolas y expandiéndolas en el tiempo, y aumentando su oferta académica, que pasó a incluir carreras como medicina, odontología, entre otras. 
En el presente se encuentra acreditada por la Comisión Nacional de Acreditación (CNA) por un período de 5 años, desde octubre de 2020 hasta octubre de 2025, en las áreas de Gestión Institucional, Docencia de Pregrado, Investigación y Vinculación con el medio.

##### Otras universidades no tradicionales y privadas
- Universidad Santo Tomás
- Universidad Tecnológica de Chile
- Universidad La República

##### Institutos profesionales y centros de formación técnica
- INACAP
- Instituto Profesional AIEP
- CFT Teodoro Wickel
- IPChile

##### Proyectos finalizados y en proceso de cierre
Además de la fallida Universidad de Temuco, otros proyectos de educación superior que formaron parte de la oferta académica de la ciudad fueron la estatal Universidad Arturo Prat, cuya operación continúa en la región de La Araucanía, en su sede de la comuna de Victoria, la Universidad Diego Portales, entidad privada proveniente de Santiago que buscó establecerse en la ciudad de Temuco a comienzos de la década de los 2000, instalando un campus en la entrada del sector Labranza, logrando contar con alrededor de 400 matrículas de estudiantes, sin que su proyecto regional lograra consolidarse, y la extinta Universidad del Mar, la cual contaba con una sede en Avenida Pedro de Valdivia hasta el año 2012, época en que estalló una crisis financiera interna que terminó con la revocación de su reconocimiento oficial y la cancelación de su personalidad jurídica, la cual derivó en el cierre de la referida sede. Un convenio entre el Ministerio de Educación y la Universidad Católica de Temuco abrió la oportunidad a más de 170 de los estudiantes de dicha sede para continuar sus estudios en el plantel tradicional.
Otras instituciones que fueron parte de la oferta académica de la ciudad de Temuco pero han cesado sus operaciones, son el Centro de Formación Técnica Magnos de la Universidad Mayor, con sede en calle Phillipi, cuyo reconocimiento oficial fue revocado por solicitud del Consejo Nacional de Educación al Ministerio de Educación del año 2014,esto a dos años de la apertura de la sede Temuco;el Instituto Profesional La Araucana, el cual inició su cierre voluntario a nivel nacional en el año 2018, mediando un acuerdo de continuidad de estudios con el Instituto Profesional AIEP;el Centro de Formación Técnica Andrés Bello, con sede en calle Las Heras, cuyo cierre voluntario se efectuó en el año 2019; el Instituto Profesional Providencia, el cual tuvo una sede en calle Arturo Prat, inaugurada en el año 2016 para su Modalidad Online Plus, que permitía estudiar a través de internet y rendir las respectivas evaluaciones en la sede más cercana; y, el Instituto Profesional Los Lagos, con sede en calle Manuel Rodríguez, cuyo reconocimiento oficial fue revocado por el Consejo Nacional de Educación en 2023, por "no cumplir con sus fines y por haber incurrido en infracciones graves a lo establecido en su escritura social o su reglamento académico".
A su vez, cabe destacar al Instituto Guillermo Subercaseaux, especializado en banca y finanzas, con sede en calle Lynch, el cual mantiene sus actividades para sus alumnos antiguos, pero inició su cierre voluntario en el año 2021, de modo que no admite matrícula de alumnos nuevos, y a la Universidad de Aconcagua, universidad privada no acreditada con sede en la ciudad de Temuco, en calle Las Heras, y previamente en las calles Arturo Prat, General Mackena, entre otras, la cual solicitó el cierre programado de la sede de la ciudad en el año 2021, ello producto de la "persistente baja de matrícula y su difícil sustento financiero", circunstancia que se acreditó, entre otros antecedentes, con los datos de matrículas del periodo 2018 a 2022 de todas sus carreras, observándose una baja sustantiva en la matrícula total de 630 alumnos en 2018 a 124 en 2022, siendo aprobado el respectivo plan de cierre por la Subsecretaría de Educación Superior en febrero de 2023.

### Salud

#### Hospital Regional Doctor Hernán Henríquez Aravena
Es el hospital público de la ciudad. Se encuentra acreditado y es un centro de referencia de la zona sur de Chile en Cardiología y otras especialidades, lo que le permite recibir pacientes desde Angol hasta Puerto Montt.

#### Centro de Salud Familiar Pueblo Nuevo
Consultorio del sector Pueblo Nuevo. Cuenta con ochenta y tres trabajadores. En 2013, quedó en el tercer lugar de los centros de salud generales urbanos de Chile en la encuesta de trato al usuario realizada por la Escuela de Salud Pública de la Universidad de Chile, obteniendo una nota 6,9.

#### Clínica Alemana de Temuco
Clínica Privada Ubicada en la calle Senador Estébanez, en el Sector del Barrio Alemán.

#### Clínica Mayor
Clínica Privada Ubicada en la esquina de las avenidas Gabriela Mistral y Javiera Carrera.

### Seguridad y orden público
La ciudad de Temuco posee dos comisarías de carabineros, una subcomisaría de Fuerzas Especiales, una garita de vigilancia ubicada en el sector Feria Pinto y una sede de la Escuela de Formación policial, todas pertenecientes a Carabineros de Chile. La misma institución tiene una tenencia en la ciudad de Labranza.
Actualmente, la Policía de Investigaciones alberga en Temuco un edificio corporativo de doce mil metros cuadrados, siete pisos y dos subterráneos, que lo convierten en el más grande cuartel de la institución en Chile.
Además, Temuco cuenta con cuatro patrulleros municipales y cincuenta y seis cámaras de vigilancia en la vía pública.

## Cultura

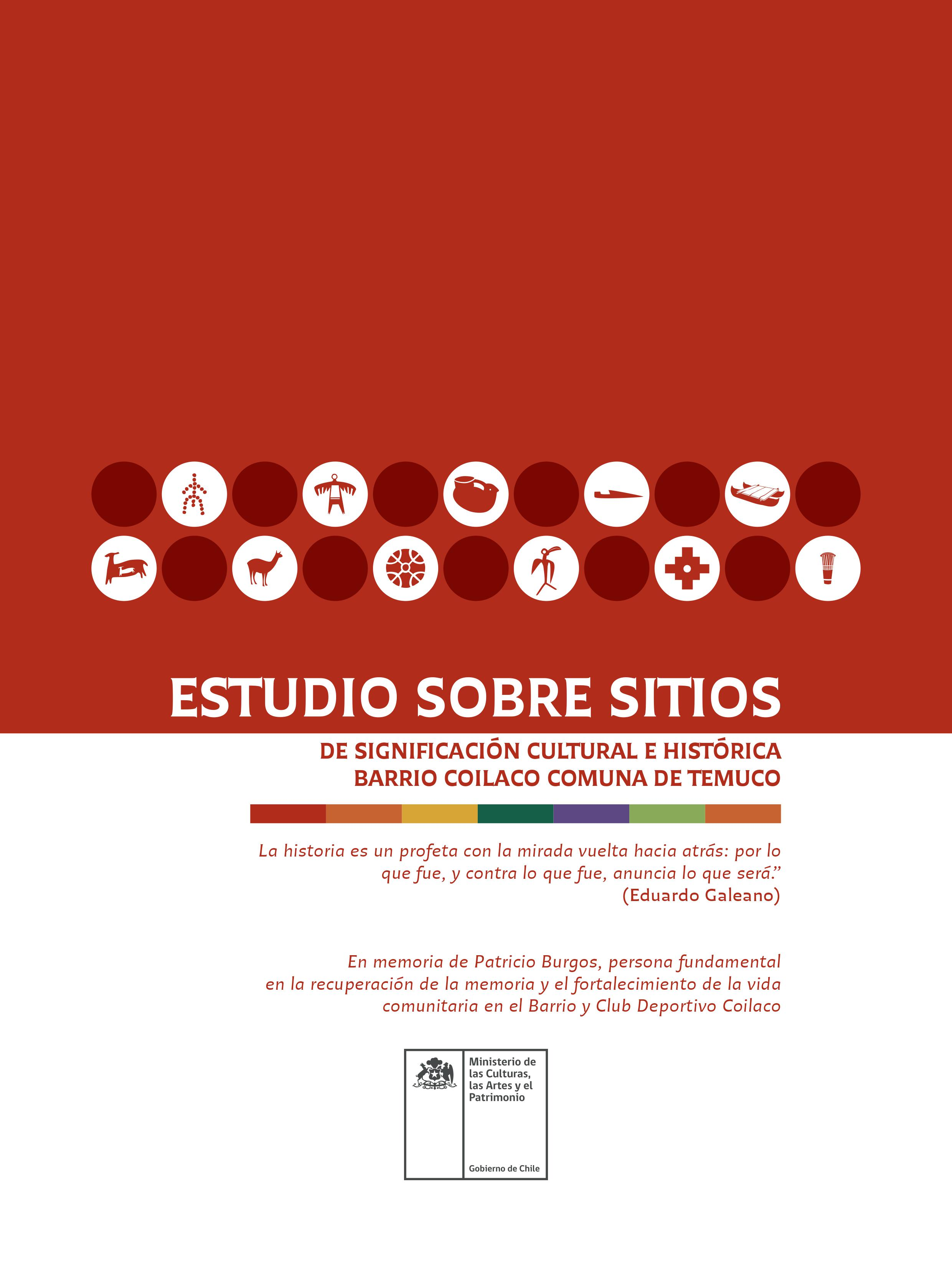
Portada del Estudio sobre sitios de significación cultural e histórica: Barrio Coilaco, comuna de Temuco.

### Turismo regional
Temuco como capital regional, es una de las ciudades con más capacidad hotelera e infraestructura inmobiliaria, además tiene el centro de comercio regional y de transportes, llegando el grueso de turistas a la ciudad, para luego distribuirse al resto de la región, esto basado en que todos los centros turísticos o la mayoría tienen en la ciudad una agencia, además de los servicios nacionales de turismo tienen gran cantidad de informaciones sobre los puntos de turismo regional, divididos en tres según el SERNATUR, existiendo la Araucanía andino - lacustre donde se encuentran de los mejores centros de esquí de Chile y con los paisajes más únicos del mundo además de los más exclusivos parques nacionales de Chile como el Parque Nacional Conguillio con el volcán Llaima y los bosques de araucarias, el Parque Nacional Huerquehue con las vistas exclusivas de las lagunas sobre los 1200 m s. n. m., el Parque Nacional Villarrica con el volcán homónimo de centro y sus atractivos turísticos, termas, entre otros. Nahuelbuta (cercanías del parque nacional homónimo y de la ciudad de Angol), la Araucanía costera con el turismo étnico mapuche-lafquenche y la ciudad de Temuco con los siguientes atractivos.

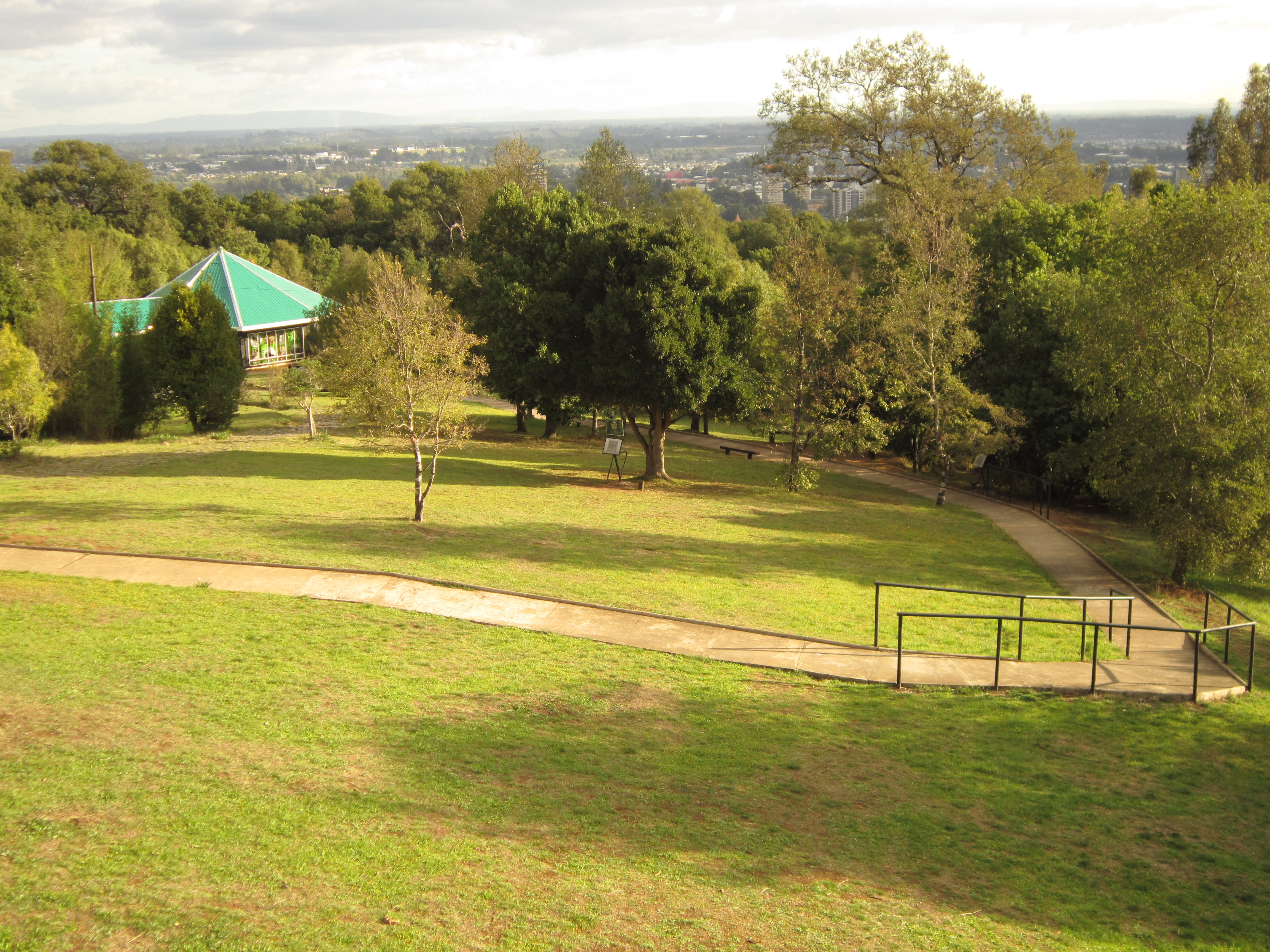
Centro Ambiental y Turístico, Monumento Natural Cerro Ñielol.

### Monumento Natural Cerro Ñielol
El Monumento Natural Cerro Ñielol es un cerro perteneciente a la Cordillera de los Andes que se encuentra ubicado en el radio urbano de la comuna de Temuco, Provincia de Cautín, Chile.
La Patagua del Armisticio.
Con una altura de entre los 115 y 335 m s. n. m., es el punto más alto de la ciudad, y en sus 89 hectáreas de bosques en una mayor parte nativos de la zona sur de Chile además hay un mundo de historia, cultura, flora y fauna originaria importante para la ciudad de Temuco. Su entrada principal es por la Avenida Arturo Prat (calle principal de la ciudad) y se encuentra a 7 cuadras de la Plaza de Armas.

### Museos Nacionales y Regionales
- Museo Araucano o Museo Regional de la Araucanía: Es una institución dedicada al patrimonio cultural, material y bibliográfico regional. dedicado a entregar un mensaje educativo y científico. con un fin de reunir, investigar, conservar y difundir a la comunidad aquellos aspectos relevantes de la antropología, arqueología e historia regional, con énfasis en el poblamiento histórico y contemporáneo de grupos originarios y europeos. Este se crea en 1938 por el Ministerio de Educación recogiendo la inquietud de la comunidad temuquense para crear un centro de investigación científica que conservará el patrimonio cultural de la región de la Frontera. El 12 de marzo de 1940 se dicta un decreto para la creación del museo regional de la Araucanía, que luego cambiaría a ser el Museo Araucano, teniendo su sede inicial en el instituto La Salle y luego llegar finalmente a edificio de Avenida Alemania 084, siendo anteriormente de familia de Carlos Thiers Püschel, y luego adquirido por la Dirección de Bibliotecas, Archivos y Museos y declarado Monumento Nacional el 24 de marzo de 1997.

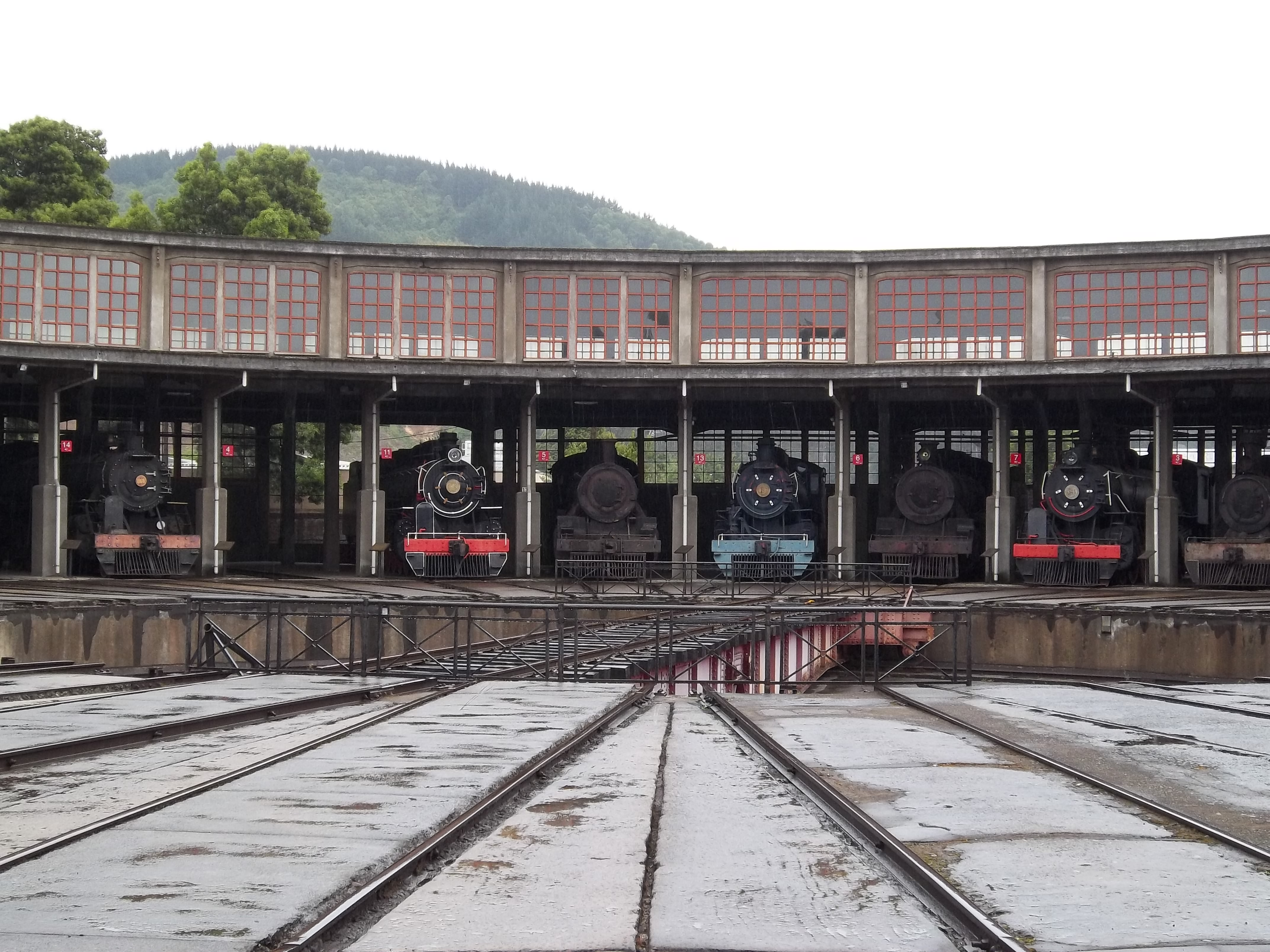
Locomotoras a vapor en el Museo Nacional Ferroviario Pablo Neruda.

- Museo Nacional Ferroviario Pablo Neruda: Locomotoras a vapor en el Museo Nacional Ferroviario Pablo Neruda. Su historia comienza como la Estación Temuco, es una estación ubicada en la comuna chilena de Temuco, capital de la Región de la Araucanía, que es parte de la Línea Troncal Sur. Es cabecera del ramal Temuco - Carahue, el cual se encuentra en desuso. La estructura de la nave de los andenes data de la década de 1920, y es similar las estaciones de Rancagua y Talca. En el acceso norte al patio estación se encuentra la Casa de Máquinas de Temuco, Monumento Nacional declarado por la UNESCO en 1992, y desde el año 2004, se encuentra el Museo Ferroviario Pablo Neruda, donde se cuenta la relación entre el poeta y el ferrocarril.

### Parque Estadio Germán Becker
Inaugurado en 1965 y remodelado en 2008, está ubicado en avenida Pablo Neruda #1110, está el Parque Estadio Germán Becker, que funciona como el principal lugar de esparcimiento deportivo de la población Temuquense, teniendo como atractivos la Piscina Municipal, el parque con grandes áreas verdes, juegos, lugares para hacer ejercicio al aire libre, canchas de tenis y baby fútbol. Además dentro del parque se encuentra el gran Estadio Bicentenario Germán Becker, el cual alberga los partidos del Equipo de fútbol profesional de Deportes Temuco, y es uno de los más importantes y modernos estadios de Chile, que además albergó el Mundial de Fútbol Femenino Sub-20 de 2008 y la Copa América 2015.

### Concurso de pinturaAraucanía de cordillera a mar
Fue lanzado en 2012, y es organizado cada año por la Municipalidad de Temuco. En él, se solicita a los artistas pintar los lugares, los habitantes y la multiculturalidad de la región de La Araucanía.

### Ruta Patrimonial Huellas de Pablo Neruda
Una de las últimas iniciativas lanzadas en la ciudad fue la Ruta Patrimonial Huellas de Pablo Neruda que pretende hacer un recorrido en la vida del premio Nobel chileno en su paso por la ciudad entre 1906 a 1920.

### Temuquenses
La comuna de Temuco ha visto nacer a notables figuras en distintos ámbitos. Entre ellas se encuentran la futbolista Yanara Aedo (1993-), seleccionada nacional femenina; la modelo Christianne Balmelli (1978-), quien fue Miss Mundo Chile en 2001; el alcalde e Hijo Ilustre de Temuco Germán Becker Bäechler (1915-1994); el músico Gustavo Becerra Schmidt (1925-2010), galardonado con el Premio Nacional de Arte de Chile en 1971; y el abogado y actor César Caillet (1974-). También destaca el mago y humorista Edo Caroe (1986-), el científico Enrique Cerda Villablanca, quien ganó el premio antinobel de física, y el poeta mapuche Elicura Chihuailaf (1952-), Premio Nacional de Literatura de Chile en 2020.
Entre otras figuras se encuentran el político Acario Cotapos (1860-1927), los músicos Jorge Coulon (1947-) y Marcelo Coulón (1950-), miembros de Inti-Illimani, y el científico Héctor Croxatto (1908-2010), quien recibió el Premio Nacional de Ciencias de Chile. 

## Lugares de interés

### Áreas verdes

#### Plaza Aníbal Pinto
Moderna obra proyectada como centro de interés turístico, destacándose el Monumento a La Araucanía y sus fuentes de agua. Cuenta con una sala de uso múltiple para exposiciones y conferencias (actualmente una galería de arte), además de una plataforma para música.
Rodeando esta hermosa área verde se encuentran construcciones de envergadura como la torre Campanario, la Municipalidad de Temuco, la Iglesia Catedral, la Intendencia, numerosos bancos y tiendas comerciales, tales como, Falabella, París, Ripley, Banco Santander, Abcdin, Regalópolis, etc. Se ubica en las calles Arturo Prat, Manuel Bulnes, Antonio Varas y Claro Solar

#### Cerro Ñielol
El cerro Ñielol es uno de los atractivos más emblemáticos de Temuco. Posee gran significado histórico-cultural para la ciudad, ya que en su interior se localiza La Patagua del Armisticio, escultura que recuerda la realización del parlamento entre chilenos y mapuche, para acordar la paz.
Es un monumento natural que abarca ochenta y nueve hectáreas a doscientos metros sobre el nivel del mar. Cuenta con cuatro senderos de excursión y, en su cima, con un hermoso mirador. Posee pequeñas lagunas, miradores, sitios para pícnic, juegos infantiles, centro de información ambiental y un restaurante con gran vista a la ciudad.
Su bosque nativo está compuesto por el laurel, el raulí, el coigüe y el roble, árboles entre los que crece la flor nacional chilena, el copihue. Existe también abundante fauna, destacando la bandurria, el tiuque, el zorro chilla y el monito del monte, este último el marsupial más pequeño del mundo.
En su cumbre, se encuentra el Observatorio Vulcanológico de Los Andes del Sur, y es la única área silvestre protegida de Chile que se sitúa en el radio urbano de una ciudad.

#### Plaza Teniente Dagoberto Godoy
Conocido popularmente también como "Plaza del hospital", se ubica entre las calles Manuel Montt, Manuel Blanco Encalada, Diego Portales y General Carrera. Es un lugar reconocido por tener gran variedad de comercio a su alrededor, tanto puestos ambulantes como locales establecidos y de vez en cuando, ferias organizadas por la Municipalidad de Temuco. Posee baños públicos concesionados. En sus alrededores, se encuentra el Hospital Regional de Temuco.

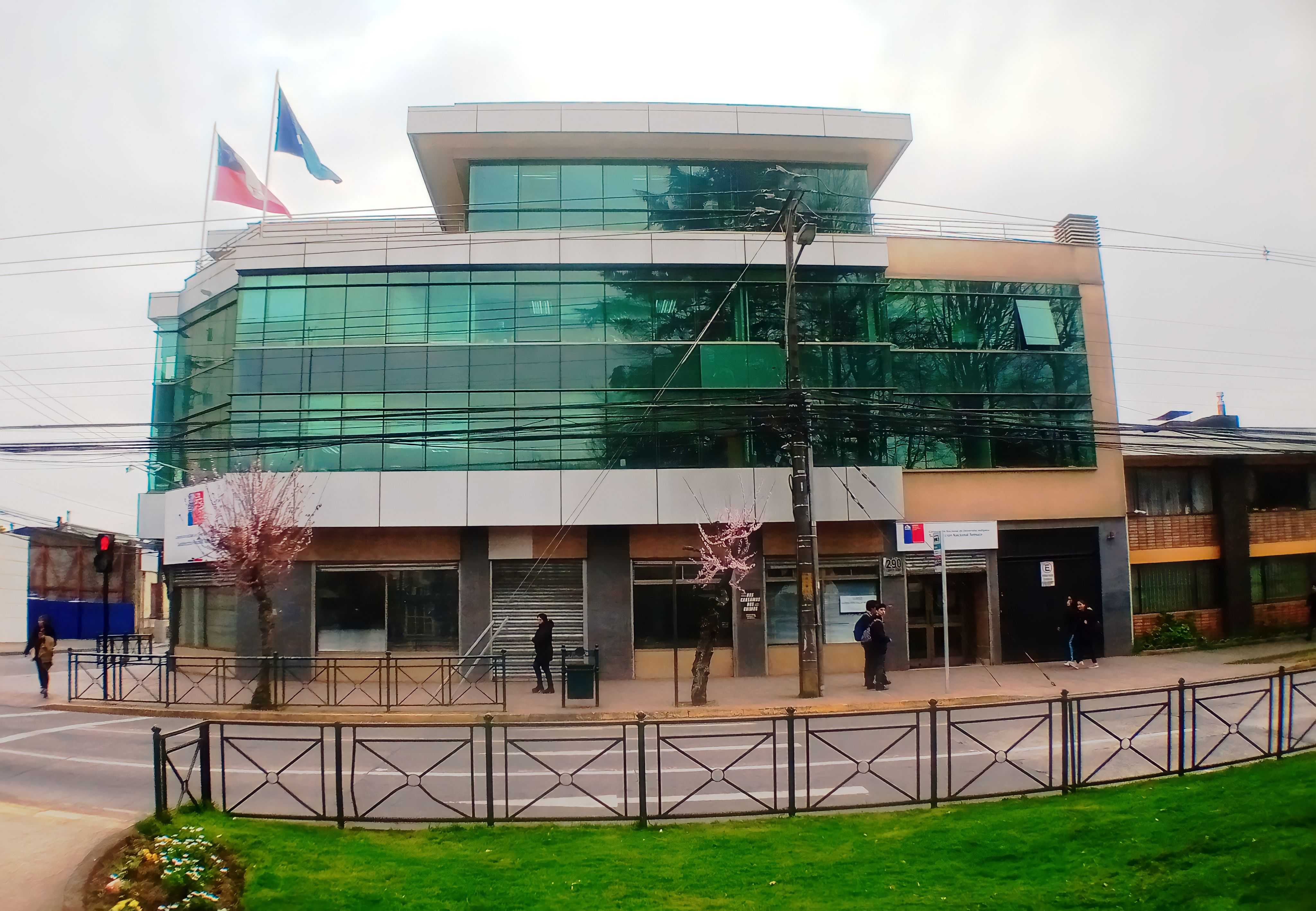
Subdirección nacional de la Conadi en Temuco, ubicada frente a la plaza Teodoro Schmidt.

#### Plaza Teodoro Schmidt
Se emplaza entre la avenida Arturo Prat y las calles Vicuña Mackenna, Lautaro y Manuel Rodríguez. Originalmente conocida como Plaza del Manzano,En ella, se desarrollan ferias, exhibiciones culturales y comerciales, y espectáculos abiertos a la ciudadanía.

#### Parque Isla Cautín
Es un área verde actualmente en construcción, el cual se emplaza a las orillas del río homónimo. En un principio, además de espacios públicos, se levantarían edificios de servicios, como el centro cívico de Temuco. El proyecto actual contempla plazas, vegetación, lugares de uso público y un monumento a los DD.HH. La primera parte de las obras fueron entregadas en abril de 2022.

#### Parque y estadio Germán Becker
El parque Estadio Municipal Germán Becker es un recinto deportivo y parque recreativo en el cual se puede encontrar grandes áreas verdes, canchas de tenis, fútbol, básquetbol, ráquetbol, atletismo y una serie de juegos para ejercitar el cuerpo y pasar un buen rato con la familia y amigos. Cuenta, además, con una piscina olímpica, la cual, durante el verano, realiza cursos de natación y se habilita para el público. También, dispone de una cancha de golf en miniatura.

#### Plaza Manuel Recabarren
Se ubica en el lugar mismo donde, el 24 de febrero de 1881, Manuel Recabarren (por quien lleva su nombre) fundó la ciudad. Posee un monumento ecuestre de Bernardo O'Higgins, levantado para conmemorar el Bicentenario de la República; y estacionamientos subterráneos.

#### Parque Costanera del Cautín
Se ubica en el sector San Antonio. Su primera piedra fue colocada en noviembre de 2011 y fue inaugurado en septiembre de 2012. Tuvo un costo de mil quinientos millones de pesos chilenos (cerca de tres millones doscientos mil dólares estadounidenses de 2012). Posee cinco hectáreas, canchas de fútbol, skate, básquetbol y rayuela, plaza para elevar volantines (o cometas) y una ciclovía.

#### Parque recreacional Venecia
Se ubica en el barrio Amanecer, en el sector homónimo de la ciudad de Temuco. Fue diseñado por el arquitecto Jaime Alarcón Fuentes en el año 2014. Su financiamiento se logró a través del programa Quiero Mi Barrio del Ministerio de Vivienda y Urbanismo, y se ejecutó por medio de la Ilustre Municipalidad de Temuco, inserto en el plan maestro del mencionado barrio. Con él, se recuperó parte de la ribera del río Cautín. Posee ocho mil cuatrocientos metros cuadrados, en los que se incluyen una plataforma de actos masivos, plataformas de pícnic, zonas de juegos, una cancha multiuso y un área de dunas de césped.

#### Eco Parque Corcolén
Terreno de 1,5 hectáreas ubicado entre las calles Las Quilas y Los Jazmines, y la tienda Easy de la ciudad de Temuco, en el sector Las Quilas. El lugar pertenecía al desaparecido Servicio de Seguro Social, más tarde se ha creado el Instituto de Normalización Previsional; (hoy, Instituto de Previsión Social y fue traspasado a la ilustre municipalidad en comodato. Su construcción tuvo un costo de 151 728 000 pesos chilenos (272 000 dólares estadounidenses de 2014). Posee cierre perimetral, casetas de control de acceso, mobiliario urbano, luminarias, máquinas de ejercicio, áreas de descanso, de servicios, estacionamientos, baños públicos, senderos y una pasarela peatonal.
También cuenta con un depósito de desechos electrónicos, un contenedor marítimo de doce metros de largo en donde se pueden tirar microondas, monitores, computadores, impresoras, videograbadores, calculadoras, radios, celulares y cargadores, entre otros artículos. Este punto de reciclaje fue posible gracias al trabajo de la Municipalidad de Temuco junto a las empresas Chilerecicla y LG Electronics. Los residuos son llevados a la planta de Chilerecicla, ubicada en Chillán, donde se desensamblan las partes.
El nombre Corcolén viene de la Azara serrata, especie en peligro de extinción que fue encontrada en el lugar mientras se construía el parque.
Se encuentra abierto a la comunidad desde las ocho de la mañana hasta las veinte horas (UTC-4 durante los meses de invierno y UTC-3 el resto del año).

### Mercados

#### Mercado Modelo
El Mercado Municipal de Temuco era un inmueble de arquitectura neoclásica que ocupaba casi toda una manzana en pleno centro de la ciudad y tenía accesos por cuatro calles: Aldunate, Rodríguez, Portales y Bulnes. Es el edificio patrimonial más grande de la urbe y centro de atracción turística por excelencia.
Abrió sus puertas el año 1929, pero fue inaugurado oficialmente en mayo de 1930. Fue remodelado en 1988. En febrero de 2010, sufrió algunos daños a raíz del fuerte terremoto que azotó a gran parte de Chile, sobre todo su frontis, pero en general la megaestructura resistió muy bien el sismo. En estos momentos, se espera la reconstrucción definitiva de su fachada principal.
Era un lugar tradicional de venta de productos artesanales mapuche y, por lo tanto, es visita obligada en el centro de Temuco. Se ofrecen productos de textilería, platería, tallados en madera y antigüedades. Además, existen numerosos restaurantes donde se preparan platos de la gastronomía típica criolla y productos del mar. También se destacan sus carnicerías y rotiserías.
El 20 de abril de 2016, un gigantesco incendio acabó con el mercado municipal, destruyendo todo lo que se encontraba en su interior. Actualmente, se encuentra en proceso de reconstrucción.

#### Feria Pinto

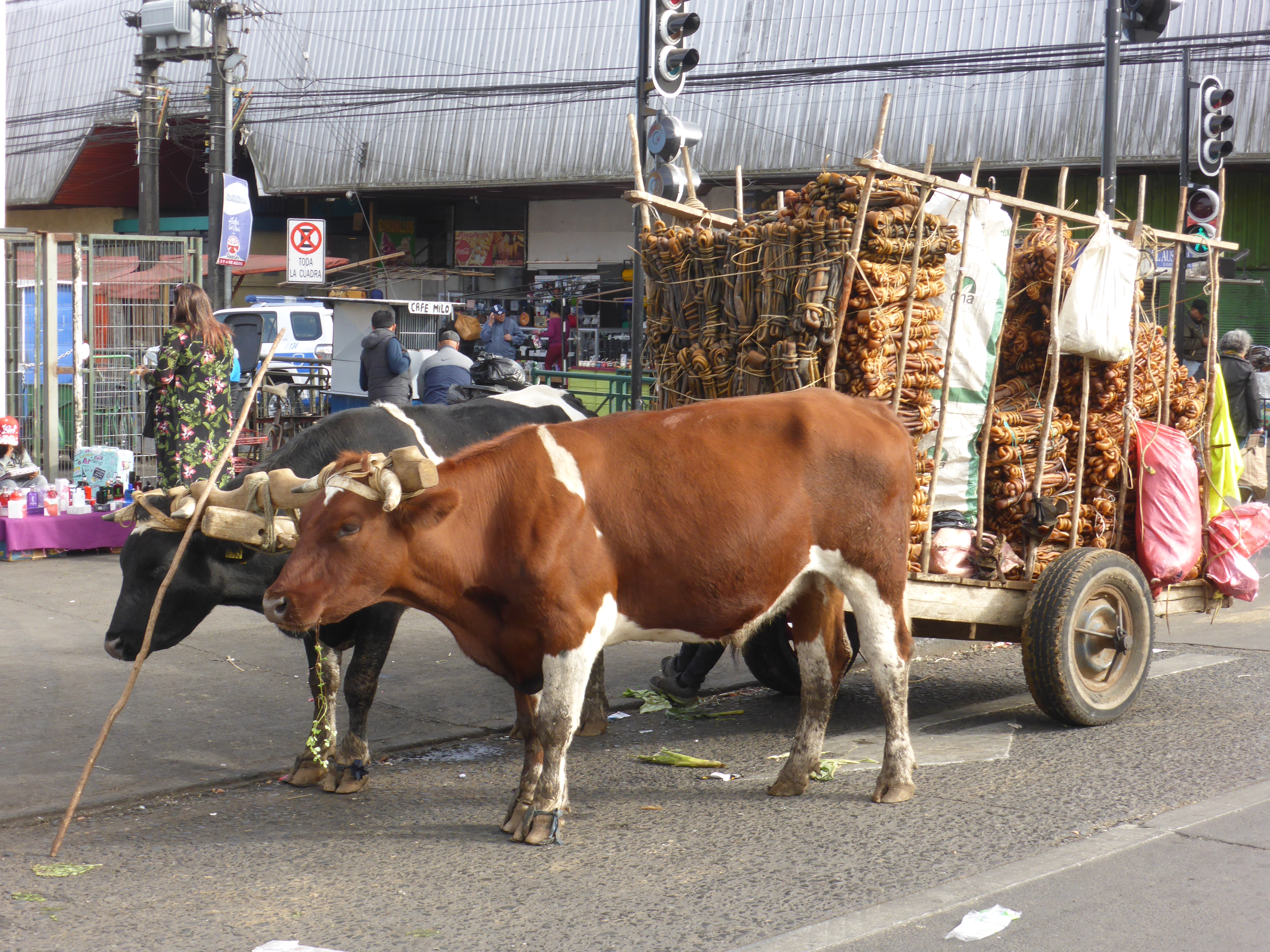
Carreta de venta de cochayuyo.

Mercado al aire libre construido en 1945 y emplazado en el sector de la Estación de Ferrocarriles, con el propósito de crear un centro de acopio y comercialización de los productos agrícolas generados en la zona.
Está compuesta por 700 locales distribuidos en tres cuadras, en los cuales podrá encontrar frutas, verduras, carnes, lácteos, legumbres y artesanía. También se ubica frente a la Estación de Ferrocarriles.

### Centros culturales

#### Museo Nacional Ferroviario Pablo Neruda

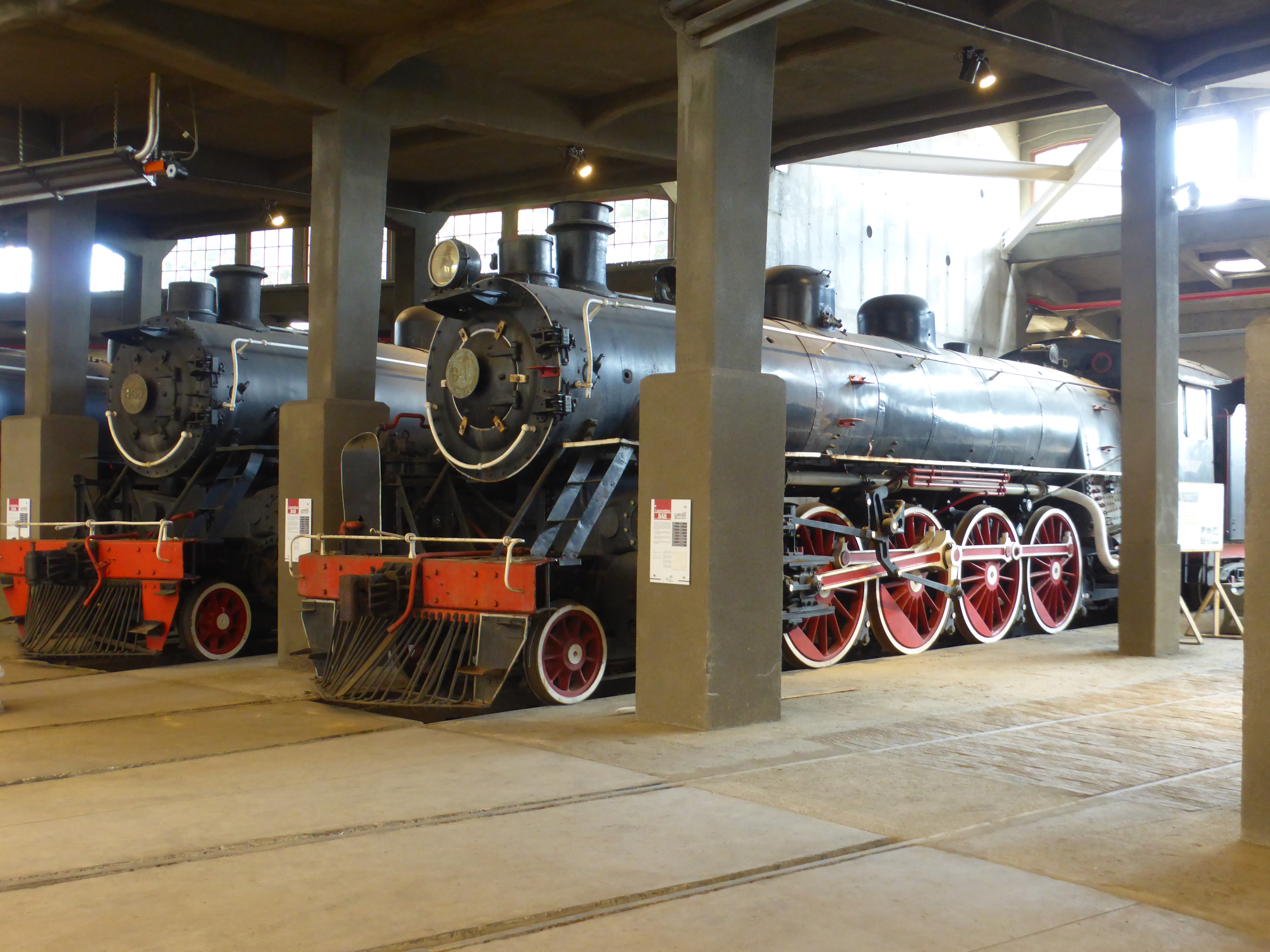
Locomotoras de vapor Mitsubishi, años 1952-1953. Tipo 80.

El Museo Nacional Ferroviario Pablo Neruda, inaugurado el 24 de febrero de 2004, es un trozo de historia detenido en el tiempo. Su valoración está presente en el corazón de muchos hombres y mujeres, que vivieron la época de esplendor de este complejo ferroviario, o en quienes desean conocer de los orígenes de esta joven ciudad. Fue propiedad de la Empresa Ferrocarriles del Estado de Chile hasta 2001, año en que fue traspasado a la Municipalidad de Temuco.
El Museo Nacional Ferroviario dispone de un convoy a vapor, el cual se encuentra habilitado para realizar viajes turísticos con capacidad para 250 pasajeros.
Su estructura está compuesta por una Locomotora Baldwin tipo 80, de procedencia norteamericana, que fue fabricada en Filadelfia el año 1940 y prestó servicio hasta 1980. También el museo posee una casa de máquinas donde se pueden apreciar todo tipo de locomotoras de ese tiempo.

#### Museo Regional de la Araucanía
Creado en 1940, su principal objetivo es rescatar, proteger y difundir la cultura Mapuche (pueblo indígena que habitaba esta región mucho antes de la llegada de los españoles y cuyos descendientes aún viven allí) a través de su exhibición permanente y diversas actividades de extensión.
El edificio que ocupa actualmente, construido en 1924 como residencia familiar y declarado Monumento Nacional en 1996, es una muestra de la influencia arquitectónica introducida por la colonización europea durante el siglo XIX en esa zona.

#### Teatro Municipal de Temuco
Tiene capacidad para mil doscientas cuarenta personas. Cuenta con cuerpos estables de orquesta, coros y ballet.

#### Galería de arte Plaza Aníbal Pinto
Sala de exposiciones ubicada en la plaza de armas, donde pintores, escultores, dibujantes, fotógrafos y otros artistas presentan sus obras.

### Centros comerciales

#### Portal Temuco
Con cerca de 140 000 metros cuadrados construidos, el centro comercial Portal Temuco posee más de cien locales, siete salas de cine, dos grandes tiendas, una sucursal de la tienda sueca H&M y un hipermercado Jumbo. Ubicado en el centro neurálgico de la avenida Alemania y a cinco minutos del centro de la ciudad, es el mall más grande de la región de La Araucanía.

#### Easton Outlet Mall Temuco
Inaugurado en 2018, este centro comercial se ubica en el sector norte de Temuco, en avenida Rudecindo Ortega, en las dependencias que albergó el antiguo Mall Temuco 2000, ícono del comercio temuquense en la década de 1990. Easton Outlet Mall Temuco cuenta con una superficie de 18 000 metros cuadrados de los cuales 9 000 son destinados al área comercial. El centro comercial cuenta con 45 locales en operación, un supermercado ancla, food court y 1 000 espacios de estacionamiento.

#### Vivo Outlet Temuco
Está ubicado en la avenida Los Poetas, a doscientos setenta metros de la intersección con la calle Las Quilas. Cuenta con 10 000 metros cuadrados de tiendas y estacionamientos para quinientos vehículos. Tiene salas de cine, patio de comidas y juegos infantiles. Abrió sus puertas al público en noviembre de 2017.

### Hoteles

#### Hotel Dreams Araucanía
Dreams Casino, Hotel & Spa es un completo centro de entretenciones de 36 000 metros cuadrados ubicado en la avenida Alemania. Cuenta con 580 máquinas de azar, 36 mesas de juego y 352 posiciones de bingo. El hotel cinco estrellas posee 96 habitaciones distribuidas en cinco pisos. En el bulevar, se han dispuesto seis restaurantes de especialidad y temáticos. Además, es posible encontrar en su interior un centro de convenciones, discoteque, spa, tiendas como El Mundo del Vino y Artesanías de Chile, y espectáculos de artistas nacionales e internacionales.

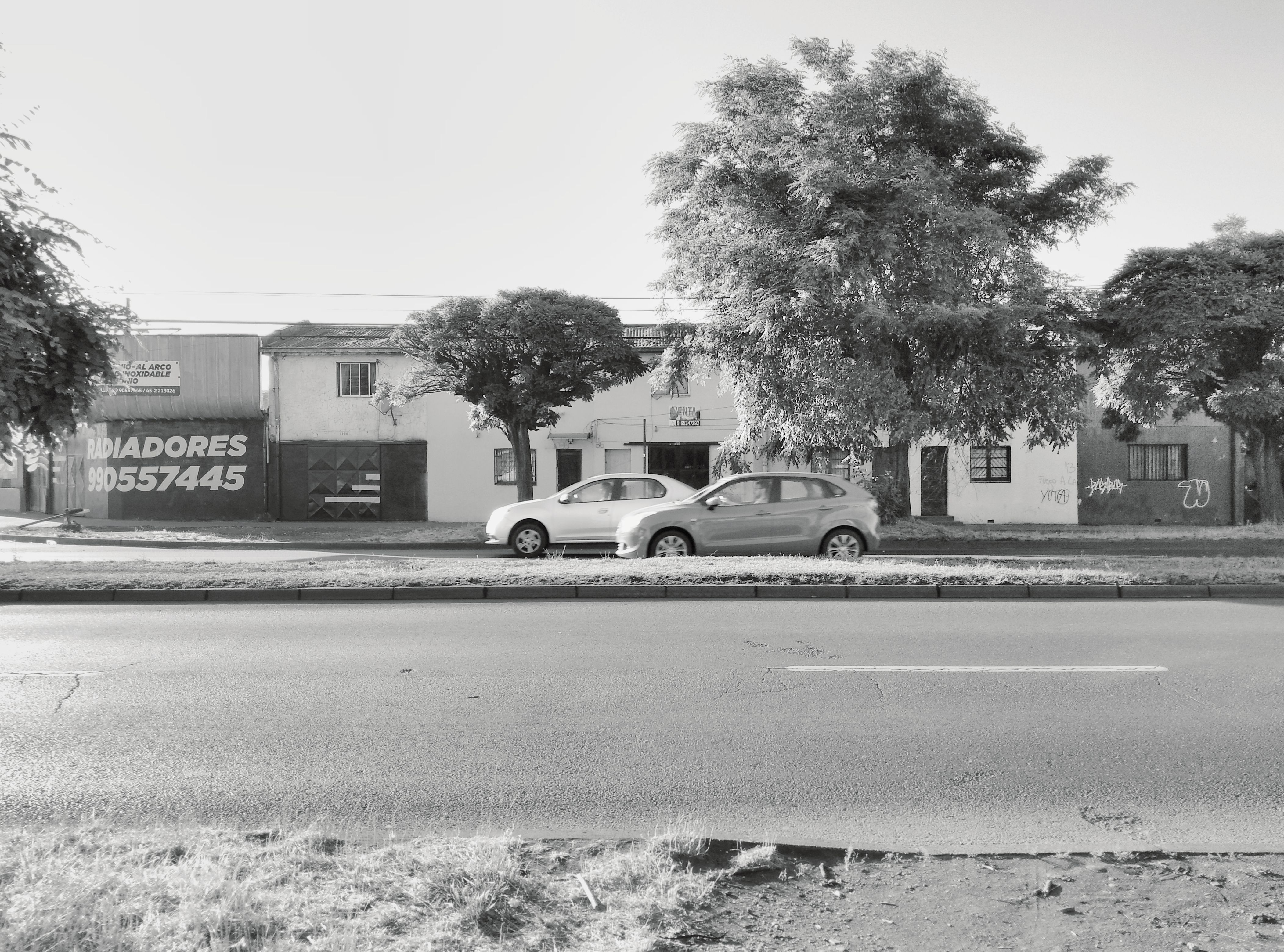
Avenida Caupolicán.

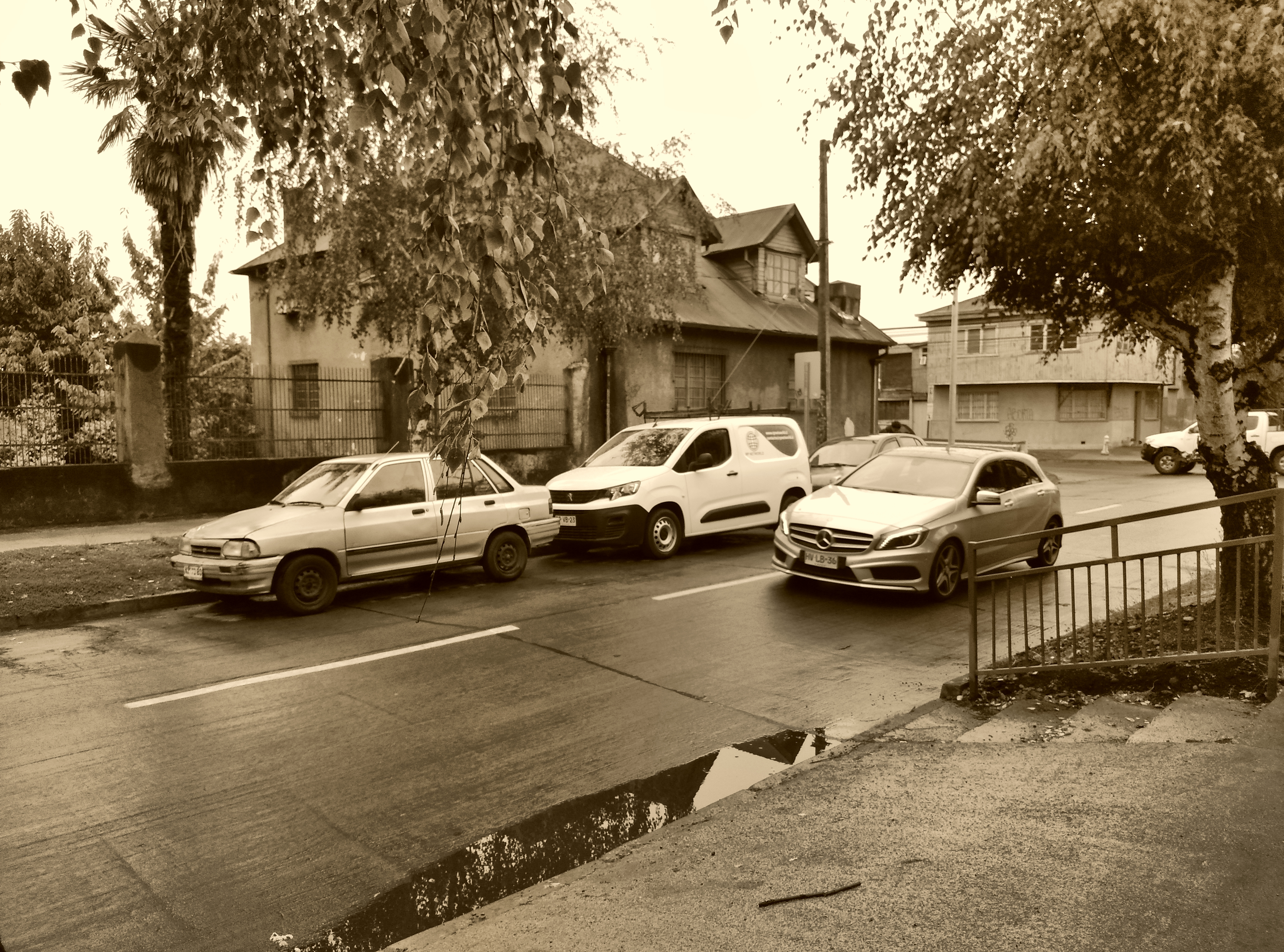
Calle General Cruz.

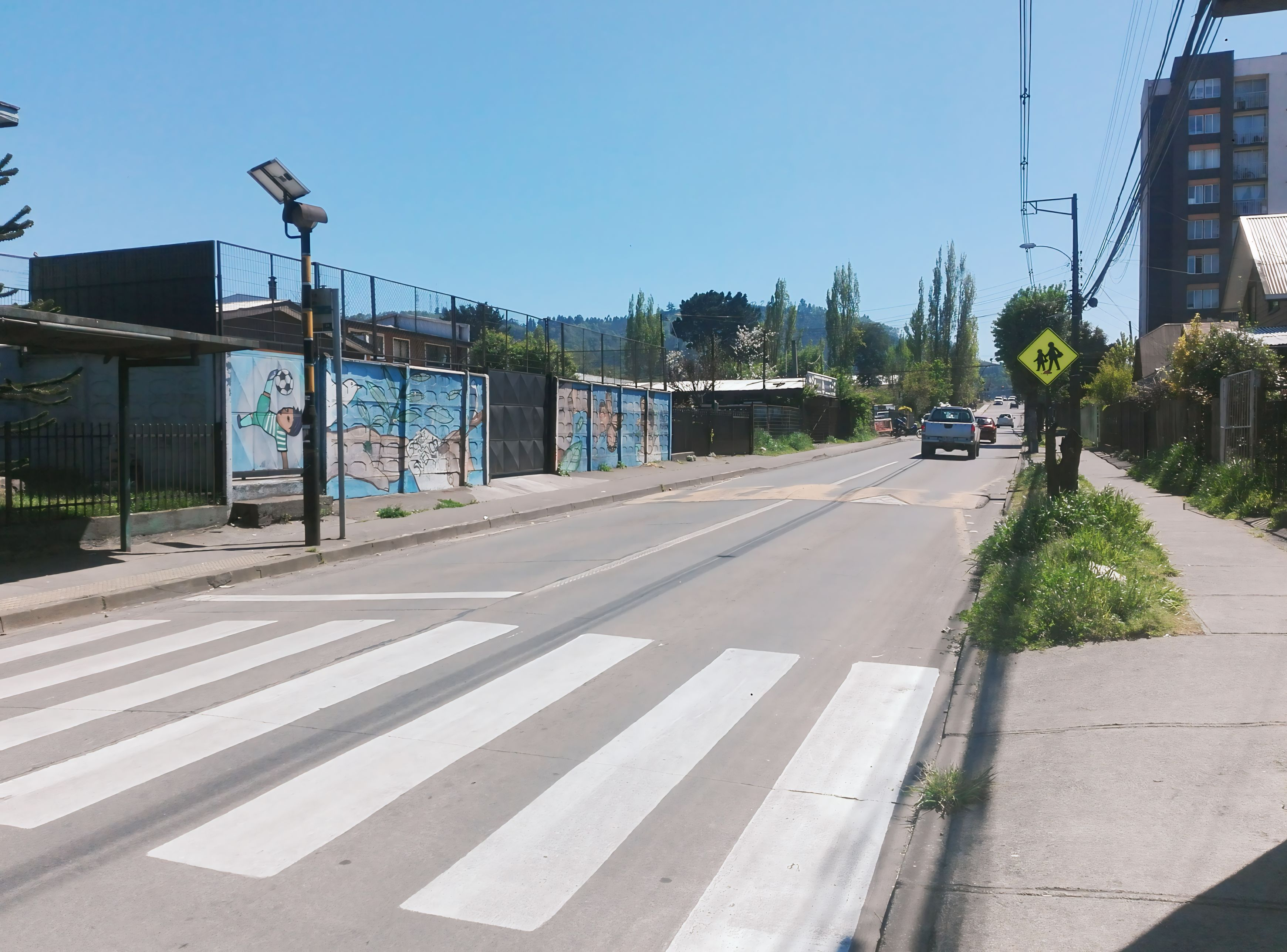
Avenida Valparaíso.

## Transporte

### Arterias viales

#### Avenida Caupolicán
Recorre 4,84 kilómetros de la ciudad, naciendo en la intersección de la calle Ziem con la avenida Rudecindo Ortega y terminando en el puente Cautín. Posee doble calzada en todo su trazado. Gran parte de su recorrido (2,7 kilómetros) es en diagonal, en un ángulo de cuarenta y cinco grados con respecto al esquema damero fundacional. Fue proyectada en el primer Plan Regulador de Temuco, creado sobre la base de una propuesta del ingeniero civil Teodoro Schmidt, aprobado en 1892, y ejecutado por el también ingeniero Cristian Sommermeir. Hasta la creación del baipás que rodea Temuco, Caupolicán y su continuación, la avenida Rudecindo Ortega, eran el paso de la Ruta 5 (la Carretera Panamericana en Chile) por la urbe.

#### Avenida Alemania
En un principio, era un camino de tierra que comunicaba la ciudad con parcelas de colonos alemanes que vivían en la zona. En la actualidad, recorre 2,18 kilómetros del Sector Poniente. Pasa por el centro comercial Mall Portal Temuco y el Hotel Casino Dreams Araucanía.

#### Avenida Balmaceda
Se ubica en el casco antiguo de la ciudad. Pasa por el Cementerio General y el Parque Para La Paz, entre otros hitos urbanos. Su separador central contiene árboles ancestrales.

#### Ciclovías
En Temuco, existen 54,64 kilómetros de ciclovías, a ello se suman 7,6 kilómetros que se encuentran recientemente inauguradas en las avenidas Pedro de Valdivia y Luis Durand), y 18,65 kilómetros de proyectos en carpeta.

### Transporte metropolitano
El transporte local de la ciudad y su conurbación cuenta con una gran variedad de recorridos de autobuses y de taxis colectivos, que además de la ciudad, cubren zonas aledañas como Labranza, Cajón. San Ramón, Niágara, Maquehue y Quepe.

#### Micros (autobús urbano)
La ciudad cuenta con 35 recorridos de microbuses, operados por 11 líneas de microbuses:
| Línea     | Recorrido                                                     |
| --------- | ------------------------------------------------------------- |
| Línea 1A  | Cajón-Santa Elena de Maipo                                    |
| Línea 1B  | Cajón-Galicia.                                                |
| Línea 1C  | Cajón-Labranza                                                |
| Línea 1D  | Parque Charles Caminondo Echart-Labranza.                     |
| Línea 2A  | Parque Alcántara-Santa Elena de Maipo                         |
| Línea 2B  | Parque Costanera-Labranza                                     |
| Línea 2C  | Alcántara-Labranza                                            |
| Línea 2D  | Alcántara-Población Temuco                                    |
| Línea 3A  | Padre Las Casas-Portal San Francisco                          |
| Línea 3B  | Padre Las Casas-Villa Andina                                  |
| Línea 3C  | Monberg-Chivilcán                                             |
| Línea 3D  | San Ramón-El Molino                                           |
| Línea 4A  | Santa Carolina-Villa Santa Luisa                              |
| Línea 4B  | Santa Carolina-Villa Santa Luisa                              |
| Línea 5A  | Villa Los Ríos-Labranza                                       |
| Línea 5B  | Parque Costanera-Labranza                                     |
| Línea 5C  | San Antonio-Labranza                                          |
| Línea 6A  | Villa Los Ríos-Fundo El Carmen                                |
| Línea 6B  | Villa Los Ríos-Chivilcán-Recabarren                           |
| Línea 7A  | Cajón-El Carmen.                                              |
| Línea 7B  | Campus San Juan Pablo II-El Carmen                            |
| Línea 8A  | Padre Las Casas-Amanecer                                      |
| Línea 8B  | Padre Las Casas-Altamira                                      |
| Línea 8C  | Padre Las Casas-Quepe                                         |
| Línea 8D  | Niágara-Maquehue                                              |
| Línea 8E  | Padre Las Casas-Zanja                                         |
| Línea 9A  | Parque Costanera-Portal San Francisco                         |
| Línea 9B  | Parque Alcántara-El Carmen                                    |
| Línea 9C  | Pueblo Nuevo-Portal San Francisco                             |
| Línea 9D  | Pueblo Nuevo-El Carmen                                        |
| Línea 9E  | Pueblo Nuevo-La Foresta                                       |
| Línea 10A | Campus San Juan Pablo II-Santa Elena de Maipo (descontinuada) |
| Línea 10B | Padre Las Casas-Santa Elena de Maipo                          |
| Línea 10C | Padre Las Casas-Santa Elena de Maipo                          |
| Línea 66A | Pillanlelbún-Quepe                                            |

#### Taxis colectivos
Existen 25 servicios de taxis colectivos, operados por 14 líneas. Algunas realizan un recorrido principal y una o más variantes:
| Línea                     | Recorrido                                        |
| ------------------------- | ------------------------------------------------ |
| Línea 11                  | Feria Pinto-Barcelona                            |
| Línea 11A                 | Feria Pinto-Lomas de Mirasur.                    |
| Línea 11P                 | Rodoviario de La Araucanía-Portal de La Frontera |
| Línea 13                  | Pulmahue-Estación                                |
| Línea 13A                 | El Sauce-San Andrés                              |
| Línea 14                  | Villa del Río-Amanecer                           |
| Línea 14A                 | Villa del Río-Amanecer                           |
| Línea 15                  | Parque Pilmaiquén-Altos de Maipo.                |
| Línea 17                  | Pueblo Nuevo-Villa Caupolicán                    |
| Línea 17A                 | Pueblo Nuevo-El Carmen                           |
| Línea 18                  | Villa Los Ríos-Pedro de Valdivia                 |
| Línea 18A                 | Avenida Barros Arana-Pedro de Valdivia           |
| Línea 19                  | Feria Pinto-Altamira                             |
| Línea 20                  | Parque Costanera 2-Chivilcán                     |
| Línea 21                  | Feria Pinto-Avenida Javiera Carrera              |
| Línea 21A                 | Avenida Balmaceda-Avenida Olimpia                |
| Línea 24                  | Villa Langdon-Amanecer                           |
| Línea 25                  | Feria Pinto-Altos de Maipo                       |
| Línea 28                  | Villa Los Ríos-Chivilcán                         |
| Línea 30                  | Sector Centro-Labranza                           |
| Línea 111 (letrero azul)  | Rodoviario de La Araucanía-Parque Pehuén         |
| Línea 111 (letrero rojo)  | Rodoviario de La Araucanía-Altamira              |
| Línea 111 (letrero verde) | Rodoviario de La Araucanía-Los Pablos*           |
|                           |                                                  |

### Transporte regional
La ciudad cuenta con el antiguo terminal de buses, el Terminal Rural de Temuco, con recorridos a comunas y sectores rurales de La Araucanía, así como terminales privados de empresas de buses intercomunales, conectando a las comunas próximas a Temuco.

### Transporte interregional

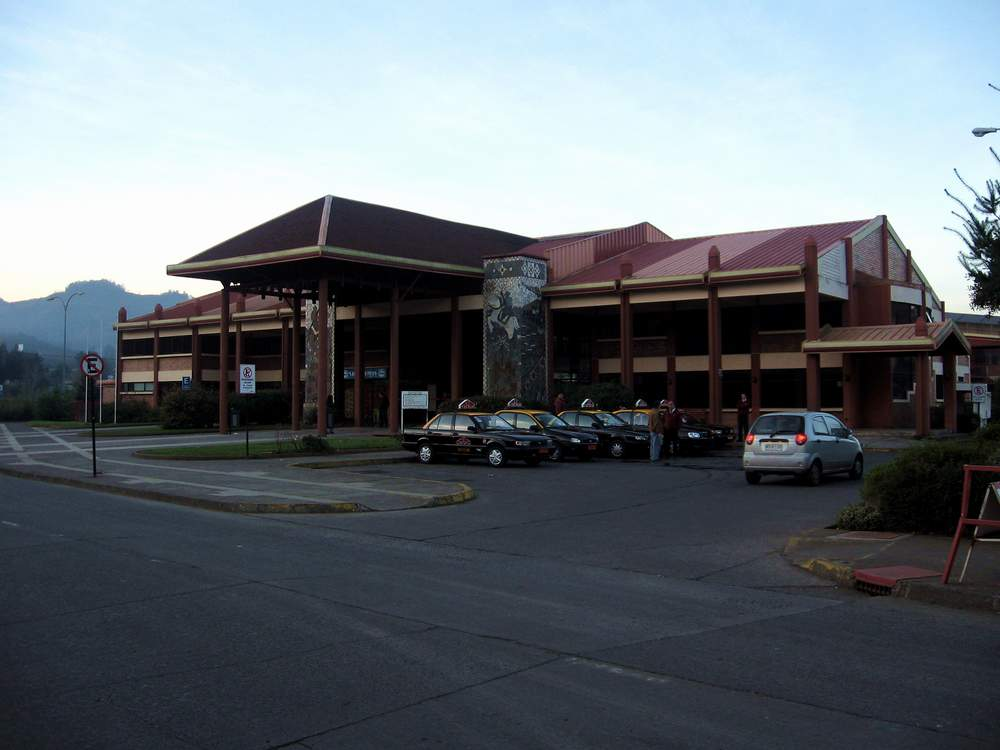
Rodoviario de La Araucanía.

También existe el terminal Rodoviario de La Araucanía, ubicado en el sector Pueblo Nuevo, que opera la mayoría de empresas de buses interregionales del país, siendo sus principales destinos las ciudades de Viña del Mar, Valparaíso, Santiago, Rancagua, San Fernando, Curicó, Talca, Chillán, Talcahuano, Concepción, Los Ángeles, Valdivia, Osorno, Puerto Varas, Puerto Montt, Ancud, Castro, Quellón, Coyhaique y Punta Arenas.

### Tren Temuco - Victoria
Es una conexión entre ambas ciudades, que nace como Temuco-Puerto Montt, pero la alta demanda interurbana de la Araucanía género una independencia en 2007 del recorrido Temuco-Victoria, mediante un moderno tren de origen español los cuales son los TLD-500, que transporta pasajeros entre estas ciudades, con subestaciones que tienen bastante público, pasando por Victoria, Púa, Perquenco, Quillén, Lautaro, Lautaro Centro, Pillalelbún y Temuco, además el tren tiene una frecuencia diaria. El tren tiene costos diferidos por cada estación pero entre Temuco - Victoria tiene un costo de $1050 pesos Adultos, $530 pesos Adulto mayor y $350 pesos Estudiante, además la empresa ofrece servicios especiales con costos diferidos y descuentos.

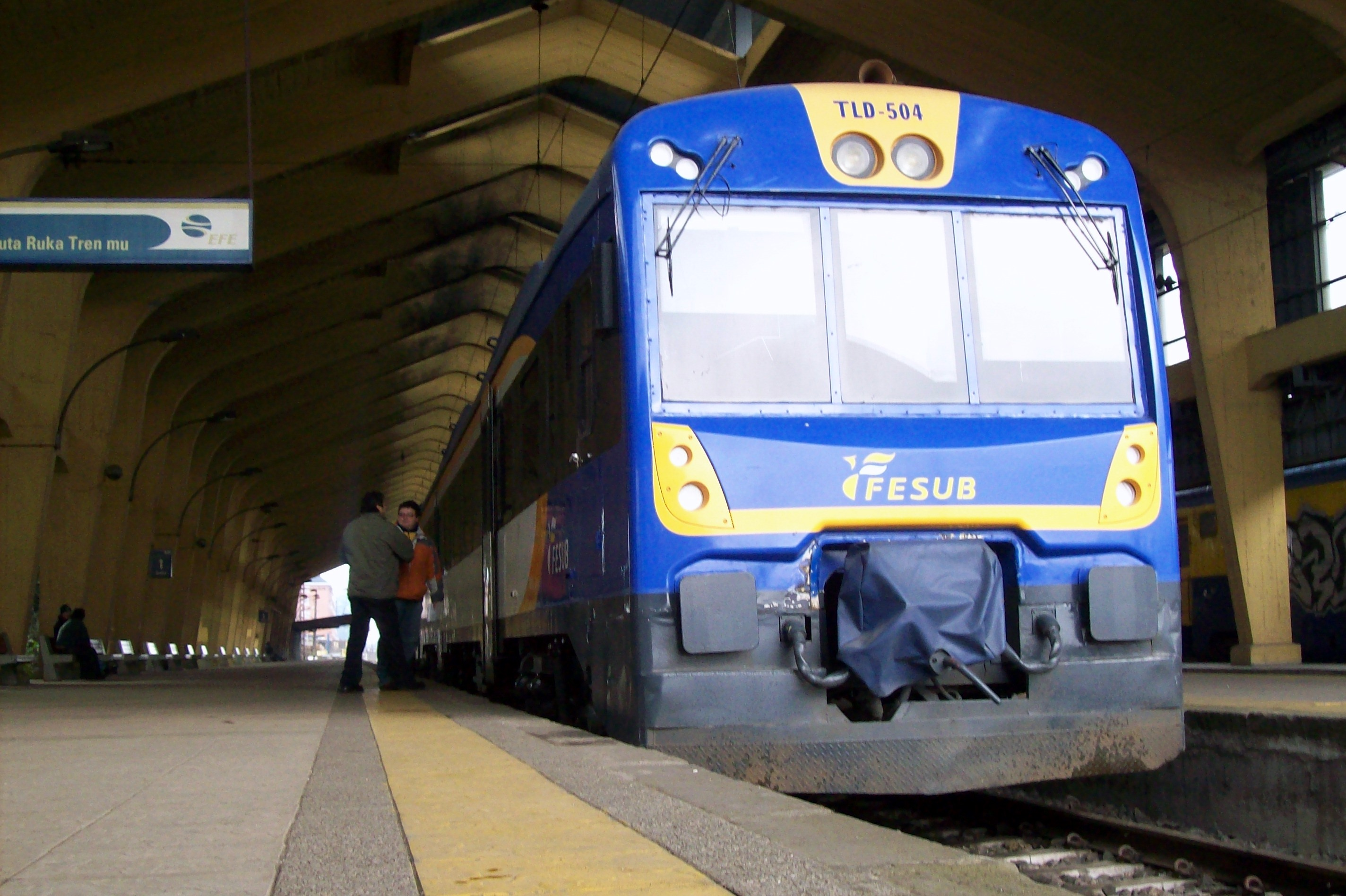
TLD-504 en Temuco.

Lunes a viernes: (los horarios cuentan con el paso en todas las estaciones antes nombradas).
- 06:30 - 07:57 Victoria - Temuco
- 09:30 - 10:57 Temuco - Victoria
- 11:30 - 12:57 Victoria - Temuco

Diarios (todos los días, también festivos).
- 16:30 - 17:57 Temuco - Victoria
- 18:20 - 19:47 Victoria - Temuco
- 20:00 - 21:27 Temuco - Victoria

En 2011 se ha comenzado una campaña estatal y de EFE de poder revivir el tren Santiago - Puerto Montt, que tendría altos costos pero mejoraría la conexión de transporte en el país, para 2012 ya se está desarrollando un plan y un estudio de prefactibilidad del tren y generación de los fondos necesarios, fruto de esto en 2013 se inician los viajes turísticos Santiago - Temuco, los que están pronosticados en verano, y feriados largos, siendo el inicio del regreso de uno de los medios de transporte que formó a la región de la Araucanía en su pasado.
En 2013, 2014 y 2015 se realizan viajes turísticos de cada fines de semana de enero, febrero y a veces el primer fin de semana de marzo con el recorrido llamado Tren Alameda-Temuco. Este sale desde Estación Central de Santiago y llega a Estación Temuco. En 2021, la empresa EFE Trenes de Chile remodernizó a los antiguos trenes usados en el trayecto, estos fueron renovados por máquinas eléctricas de última tecnología.

### Metro de Temuco
Debido al gran crecimiento demográfico de Temuco es que la Cámara Chilena de la Construcción de La Araucanía ha propuesto la construcción de un metro a mediano plazo para la ciudad. Sin embargo, el proyecto no ha generado mayor inquietud en las autoridades del Gobierno ni en los parlamentarios.

### Electromovilidad
Durante el gobierno del presidente Sebastián Piñera, anunció la llegada de buses eléctricos a todas las regiones del país en el marco del plan de electromovilidad. En el marco de renovación de la flota de transporte público de la ciudad, Temuco será una de las ciudades beneficiadas, aunque aún no se ha señalado la fecha exacta en que comenzarán a circular por las calles de la ciudad.

### Transporte aéreo
Existen 2 aeropuertos que sirven a Temuco: La Base de la Fuerza Aérea de Chile Maquehue ), y el Aeropuerto Internacional La Araucanía.
La Base de la fuerza aérea de Chile Maquehue (Ex aeródromo Maquehue) ubicada en Padre Las Casas, a 3 km de Temuco, sirvió públicamente a Temuco hasta el año 2014, haciendo vuelos nacionales a Santiago, Puerto Montt, entre otros. Las principales aerolíneas eran LAN y Sky.
El Aeropuerto Internacional La Araucanía (ubicado en Freire, a 20 km de Temuco), realiza vuelos al Aeropuerto Internacional Arturo Merino y al Aeropuerto Balmaceda realizados por las aerolíneas LATAM Airlines, Sky Airlines y JetSMART.

## Deportes

### Básquetbol
El CD AB Temuco Básquetbol el equipo deportivo de baloncesto de la ciudad que actúa en las competiciones de liga nacional y regional.

### Fútbol

#### Deportes Temuco
El Club de Deportes Temuco es el equipo que representa a la ciudad, ejerciendo su localía en el Estadio Bicentenario Germán Becker. Ha sido campeón de Primera B dos veces, lo mismo que del Campeonato de Apertura de Segunda División, una vez campeón del Campeonato Regional de Fútbol, una vez ganador de la Pre-Liguilla Libertadores y una vez subcampeón de la Tercera División de Chile.
Su fusionante Green Cross, proveniente de Santiago, obtuvo dos veces el campeonato del ascenso de Primera B (antigua Segunda División) y una vez el de Primera División. En el año 2012, la ANFP ratificó los títulos de Green Cross para el actual Deportes Temuco, debido a la fusión entre ambos clubes realizada en el año 1965.
Hasta 2005 jugó en la Primera División de Chile. Es el equipo histórico y popular de la ciudad, reconocido por ser el club que lleva más público que todos los demás clubes de provincias del país en los últimos 20 años; estando en el país solo por detrás de los tres grandes de Santiago. El récord aún lo mantiene pese a haber estado cuatro años en la Tercera División y un año y medio en la Segunda División Profesional.
En marzo de 2013, se anunció que Unión Temuco, club presidido por Marcelo Salas, sería absorbido por el cuadro albiverde, absorción que se hizo efectiva en agosto del mismo año. En 2016, ascendió nuevamente a Primera División, logrando clasificar a la Copa Sudamericana 2018.
En la actualidad, juega en la Primera B del fútbol profesional chileno.

#### Otros clubes
La comuna de Temuco ha tenido a otros cinco clubes participando en los Campeonatos Nacionales de Fútbol en Chile.
- Comercial Temuco (Tercera División 1989-1990).
- Provincial Temuco (Tercera División 2007-2008).
- Universitario de Temuco (Tercera División 1991).
- Unión Deportiva Española de Temuco[125] (Tercera División 1999-2001).
- Unión Temuco (Tercera División 2008-2009; Primera B 2010-2013).

#### Copa América Chile 2015
Temuco fue sede de la Copa América 2015, disputada en Chile entre el 11 de junio y el 4 de julio de dicho año. Los partidos se jugaron en el estadio Germán Becker y fueron los siguientes:
| Fecha                       | Fase                   | Equipo   |                     | Resultado |                 | Equipo | Espectadores |
| --------------------------- | ---------------------- | -------- | ------------------- | --------- | --------------- | ------ | ------------ |
| Domingo 14 de junio de 2015 | Primera Fase (Grupo C) | Brasil   | Bandera de Brasil   | 2:1       | Bandera de Perú | Perú   | 16.342       |
| Domingo 21 de junio de 2015 | Primera Fase (Grupo C) | Colombia | Bandera de Colombia | 0:0       | Bandera de Perú | Perú   | 17.231       |
| Jueves 25 de junio de 2015  | Cuartos de final       | Bolivia  | Bandera de Bolivia  | 1:3       | Bandera de Perú | Perú   | 16.872       |

#### Futbolistas
El futbolista profesional más conocido a nivel nacional y mundial que ha nacido en esta ciudad es el ya retirado Marcelo Salas, que fue campeón de América y Argentina junto a River Plate, campeón de Chile junto a Universidad de Chile y de Italia junto a la SS Lazio. También jugó en la Juventus. Fue una de las figuras de la Copa Mundial de Francia 98 anotando cuatro goles en la máxima cita planetaria de Fútbol. Es uno de los máximos goleadores en la historia de la Selección chilena de fútbol, con 37 goles. Actualmente es el propietario y presidente de Deportes Temuco.
Otros futbolistas temuquenses han destacado a nivel internacional, como Raúl Ormeño, que participó del plantel de Colo-Colo campeón de la Copa Libertadores de América el año 1991 y el exseleccionado nacional Manuel Iturra, que tuvo una destacada carrera en el extranjero, además de con la Universidad de Chile, equipo con el que fue semifinalista de la Copa Libertadores 2010.
Leonardo Monje es otro jugador temuquense destacado. Ha convertido más de 100 goles en partidos oficiales en el fútbol chileno. Jugó en la Unión Española y Rosario Central, entre otros equipos. Fue seleccionado nacional en dos oportunidades en el año 2006 y 2011.
También son futbolistas nacidos en la capital de La Araucanía los jugadores Marcelo Silva, Daniel Silva y Patricio Silva, quienes jugaron en equipos grandes como Universidad Católica, Universidad de Chile, Unión Española y Deportes Temuco entre otros, además de haber sido dos de ellos seleccionados nacionales a fines de los años 80.
También temuquense, Yanara Aedo, quien ha tenido una destacada carrera en el extranjero, además de lograr destacar con la Selección chilena, obteniendo el segundo lugar en la Copa América 2018, y luego representado a Chile en la Copa Mundial de 2019 y los Juegos Olímpicos de Tokio 2021.
Otros jugadores destacados son Willy Topp, Marco Olea, José Luis Gamonal, Juan José Ribera, entre otros.

### Automovilismo
En el ámbito del automovilismo, Temuco cuenta con una numerosa afición tuerca, destacando el Autódromo de Interlomas, ubicado en Pillánlelbun, en donde se corren las fechas del Campeonato de Automovilismo de Velocidad ChileSur y algunas del TC 2000 de Chile, además de otras categorías del automovilismo chileno como la categoría Time Attack Chile.
Otro autódromo, pero no asfaltado, es el de Bajo Pinar, que se encuentra en el pueblo de Metrenco. En esta pista se disputa el Campeonato de Automovilismo homónimo a la pista.

### Rugby

#### Clubes
En el rugby, los principales exponentes son Greenhouse Rugby, George Chaytor, UFRO, UCT, CRC, rugby Claret y Rucamanque RC, siendo este último el de mayor relevancia al participar en torneos nacionales como la Liga de Rugby de Chile y actuales participantes en el torneo de primera división chilena

#### Clasificatorias Mundial de Inglaterra 2015
En abril de 2013 la Selección de rugby de Chile, Los Cóndores, recibieron a Brasil en el Estadio Germán Becker, en un duelo clasificatorio a la Copa Mundial de Rugby de 2015. Ante más de 8.000 personas, Chile venció por 38-22. El partido fue transmitido en vivo a todo el continente por ESPN+.

#### Junior World Rugby Trophy 2013
También en 2013 se realizó el Junior World Rugby Trophy Chile 2013 en Temuco, disputándose los principales partidos en el Estadio Bicentenario Germán Becker, mientras que los restantes se jugaron en la cancha de la Universidad de la Frontera y en las comunas de Pitrufquén y Freire En el duelo entre Chile e Italia por la fase grupal, asistieron cerca de 10.000 espectadores al Germán Becker, siendo el encuentro con mayor cantidad de público en la historia del torneo y el tercero con más espectadores en un partido de rugby en Chile.

### Otros deportes
Además, deportes como el básquetbol, boxeo y rodeo chileno cuentan con amplia afición en la zona. El tenis ha ganado muchos adeptos en la ciudad desde fines del siglo XX y comienzos del siglo XXI, gracias a los grandes resultados que han obtenido los tenistas chilenos en esa época, con un n.º 1 del mundo, un bicampeonato mundial por equipos, medallas de oro, plata y bronce en juegos olímpicos, además de otros logros. Durante junio de 2021, y tras años de reconstrucción, se inauguraron 4 canchas de tenis de superficie rápida en el Estadio Germán Becker, las cuales han aportado al desarrollo deportivo comunal.
También hay un campo de golf en el sector norte de la ciudad.
Además, el clima de la zona y el viento en los meses de verano, ha convertido al cerro María Luisa, en un interesante lugar para la práctica de parapente en Temuco, siendo un atractivo panorama para las familias que buscan naturaleza los fines de semana sin alejarse de la ciudad.

## Medios de comunicación
En cuanto a la prensa escrita, en Temuco se publica El Austral, el principal periódico de la ciudad y el cual circula desde 1916. Además se encuentra Tiempo 21, de publicación semanal desde el año 2008 y también "El Diario de Labranza", de publicación semanal; y otros medios escritos de circulación electrónica. En cuanto a televisión, además de las repetidoras de señales de Santiago, destacan los canales locales Universidad Autónoma de Chile Televisión, y Ufrovisión, canal de televisión de la Universidad de La Frontera en los canales 2.1, 13 del cable VTR.Com y 38.1 en la señal TDT. Además se emite el segmento local de noticias de TVN (Red Araucanía). Por parte de las radioemisoras de la zona, destacan Radio El Conquistador FM y Radio Bío-Bío (la cual tiene programación local y en distintos horarios se conectan con la señal de Santiago de Chile y Concepción), Araucana, Mirador, Edelweiss, Esperanza, Ufro-radio, entre otras.

### Radioemisoras
FM
- 88.1 MHz Radio Bío-Bío
- 89.3 MHz UFRO Radio
- 90.3 MHz Radio Pudahuel
- 90.9 MHz Radio Mirador
- 91.3 MHz Radio Infinita
- 92.1 MHz ADN Radio Chile
- 92.9 MHz Los 40
- 93.5 MHz Rock & Pop
- 94.3 MHz La Metro FM
- 95.1 MHz Radio Edelweiss
- 95.5 MHz Radioactiva
- 95.9 MHz Radio Araucana
- 96.7 MHz Pauta FM
- 97.9 MHz Radio Armonía
- 98.5 MHz Positiva FM
- 99.5 MHz FM Dos
- 100.7 MHz El Conquistador FM
- 101.3 MHz Radio Esperanza
- 101.7 MHz Radio Punto 7
- 102.5 MHz Romántica FM
- 103.1 MHz Radio Cooperativa
- 103.9 MHz Radio Agricultura
- 104.7 MHz Radio Futuro
- 105.7 MHz Corazón FM
- 106.3 MHz Radio Carolina
- 106.7 MHz Radio Playback
- 106.9 MHz Radio Nuevo Tiempo Chile
- 107.1 MHz Radio Pelom
- 107.3 MHz Liceo Politécnico Pueblo Nuevo
- 107.5 MHz Radio Pulmahue
- 107.7 MHz Radio Hola Temuco
- 107.9 MHz Radio Única

AM
- 640 kHz Radio Colo Colo
- 770 kHz Radio 770 AM
- 920 kHz Radio Nueve-Veinte
- 1010 kHz Radio La Señal
- 1110 kHz Radio La Frontera
- 1160 kHz Radio Baha'i
- 1220 kHz Radio María
- 1270 kHz Radio Mirador
- 1370 kHz Radio Sinaí

### Televisión
TDT
- 4.1 - Canal 13 HD
- 4.2 - T13 En Vivo
- 5.1 - Mega HD
- 5.2 - Mega 2
- 6.1 - TV+ HD
- 6.2 - TV Más 2
- 6.3 - UCV TV
- 7.1 - TVN HD
- 7.2 - NTV
- 11.1 - Chilevisión HD
- 11.2 - UChile TV
- 13.1 -  La Red HD
- 13.2 -  La Red 2
- 14.1 - TVR
- 14.2 - Apocalipsis TV
- 14.3 - FM Plus
- 14.4 - Tevex
- 16.1 - Nativa TV HD
- 16.2 - UATV HD
- 21.1 - Nuevo Tiempo HD1
- 21.2 - Nuevo Tiempo HD2
- 29.2 - Bío Bío TV HD
- 35.1 - Abajo e' la Línea
- 38.1 - Ufrovisión HD1
- 38.2 - Ufrovisión HD2
- 43.1 - TEC TV HD
- 43.2 - TEC TV SD1
- 43.3 - TEC TV SD2
- 50.1 - UCT HD
- 50.2 - UCT SD
- 50.3 - UCT One Seg

Por cable
- 13 - UATV (VTR)
- 34 - UATV (Telefónica del Sur)
- 48 - Ufrovisión (Telefónica del Sur)
- 55 - TEC TV (Telefónica del Sur)
- 61 - UCT Araucanía (Telefónica del Sur)
- 782 - UATV (Mundo)

IPTV
- 181 - UATV (Zapping)

## Ciudades hermanas
- Neuquén capital, Neuquén, Argentina[128]
- Zapala, Neuquén, Argentina[129]
- Santiago de Compostela, Galicia, España[130]
- Stávropol, Rusia[130]
- Nankín, China
- Kavala, Grecia
- Ponce, Puerto Rico
- Magdeburgo, Alemania
- Detroit, Estados Unidos
- Bedford, Estados Unidos
- Compton, Estados Unidos
- Nueva Orleans, Estados Unidos
- Bariloche, Río Negro, Argentina
- Nagoya, Japón [cita requerida]
- Panamá (ciudad), Panamá
- Medellín, Colombia

## Literatura adicional
- imneuquen. (2009). las ciudades de Neuquén y temuco firmaron convenio de hermandad. 05/09/2017, de imneuquen.com Sitio web: https://www.lmneuquen.com/las-ciudades-neuquen-y-temuco-firmaron-convenio-hermandad-n49628
- «Promedios meteorológicos en Temuco». Meteored. 2010. Consultado el 15 de febrero de 2011. (enlace roto disponible en Internet Archive; véase el historial, la primera versión y la última).